# Gobierno de Pedro Pablo Kuczynski
El gobierno de Pedro Pablo Kuczynski en el Perú empezó el 28 de julio de 2016 y finalizó el 23 de marzo de 2018, sucediendo a Ollanta Humala y siendo sucedido por Martín Vizcarra.
En junio de 2016 venció en las elecciones generales a Keiko Fujimori de Fuerza Popular con 8.596.937, es decir el 50,12 por ciento de los votos. Sin embargo, en esas mismas elecciones, esta logró mayoría en el Congreso mientras que la bancada oficialista de Peruanos Por el Kambio sacó unos pocos congresistas.
Desde el principio, las relaciones entre el Legislativo y el Ejecutivo fueron tensas, y el 15 de septiembre de 2017 el Congreso le negó el voto de confianza al entonces presidente del Consejo de Ministros Fernando Zavala, con lo que Kuczynski tuvo que nombrar a un nuevo gabinete. Este incluyó cinco nuevos ministros, y fue presidido por la segunda vicepresidenta y también congresista Mercedes Aráoz Fernández. Su gobierno ha estado asimismo marcado por el caso Odebrecht. El propio Kuczynski fue objeto de un pedido de vacancia en el Congreso por sus conflictos de interés con esa empresa, que en un primer intento no prosperó. Poco después, indultó al expresidente Alberto Fujimori, quien purgaba una pena de 25 años por crímenes contra los derechos humanos. La decisión desencadenó protestas masivas en Lima y otras ocho ciudades así como la renuncia de tres de sus ministros y las críticas de un amplio espectro de personalidades. Todo ello derivó en una crisis política nacional, que finalmente desembocó en un segundo proceso de vacancia presidencial, promovida por la izquierda y apoyada por los fujimoristas de Fuerza Popular. Pero unos días antes de debatirse en el Congreso el pedido de vacancia, los fujimoristas revelaron unos videos y audios donde se mostraba que operadores del gobierno, incluyendo un ministro de Estado, negociaban con un congresista de Fuerza Popular para comprar su voto en contra de la vacancia, a cambio de obras para su región. Al día siguiente, el presidente envió su carta de renuncia al Congreso, que fue aceptada el 23 de marzo de 2018. Ese mismo día juramentó como nuevo presidente el ingeniero Martín Vizcarra, por estar en la línea de sucesión al ser el primer vicepresidente de la República.
El eslogan de su gobierno fue "Trabajando para tod@s l@s peruan@s"

## Período de transición
La segunda vuelta electoral se dio el 5 de junio de 2016, que Kuczynski ganó por un ajustado margen. A pocos días del balotaje, este confirmó que Alfredo Thorne Vetter asumiría el cargo de Ministro de Economía y Finanzas. El día 28 de junio, el Jurado Nacional de Elecciones hizo entrega de las credenciales de Kuczynski como presidente y de Martín Vizcarra y Mercedes Aráoz como vicepresidentes, en una ceremonia realizada en el Teatro Municipal de Lima. El domingo 10 de julio, anunció que Fernando Zavala Lombardi sería el presidente del Consejo de Ministros y días después, ambos anunciaron a los miembros del primer gabinete ministerial.

## Toma de mando
La Ceremonia de asunción se realizó el 28 de julio de 2016 en el Palacio Legislativo. Contó con la presencia del rey Felipe VI de España, los presidentes latinoamericanos: Mauricio Macri, Horacio Cartes, Michelle Bachelet, Enrique Peña Nieto, Juan Manuel Santos y Rafael Correa; del mismo modo los vicepresidentes Álvaro García Linera, Raúl Fernando Sendic, Óscar Ortiz Ascencio y Jafeth Cabrera Franco; el ministro de exteriores del Brasil, José Serra. Entre las delegaciones internacionales estuvo el representante de comercio de Estados Unidos, Michael Froman junto a la secretaría de Estado adjunta para Latinoamérica Mari Carmen Aponte y el secretario de Estado adjunto para temas de seguridad, William Brownfield; asimismo el exministro de economía japonés, Toshihiro Nikai.
En su primer discurso dado a la Nación desde la sede del Congreso Nacional, PPK expuso los seis temas, que, a su parecer, eran de carácter urgente: 1) agua y desagüe para todos los peruanos 2) educación pública de calidad 3) servicio de salud pública sensible al enfermo 4) formalizar el país 5) construir infraestructura para el desarrollo 6) liberar a nuestra patria de la corrupción, de la discriminación, de la inseguridad y del delito.

## Aspecto político

### Primer gabinete ministerial

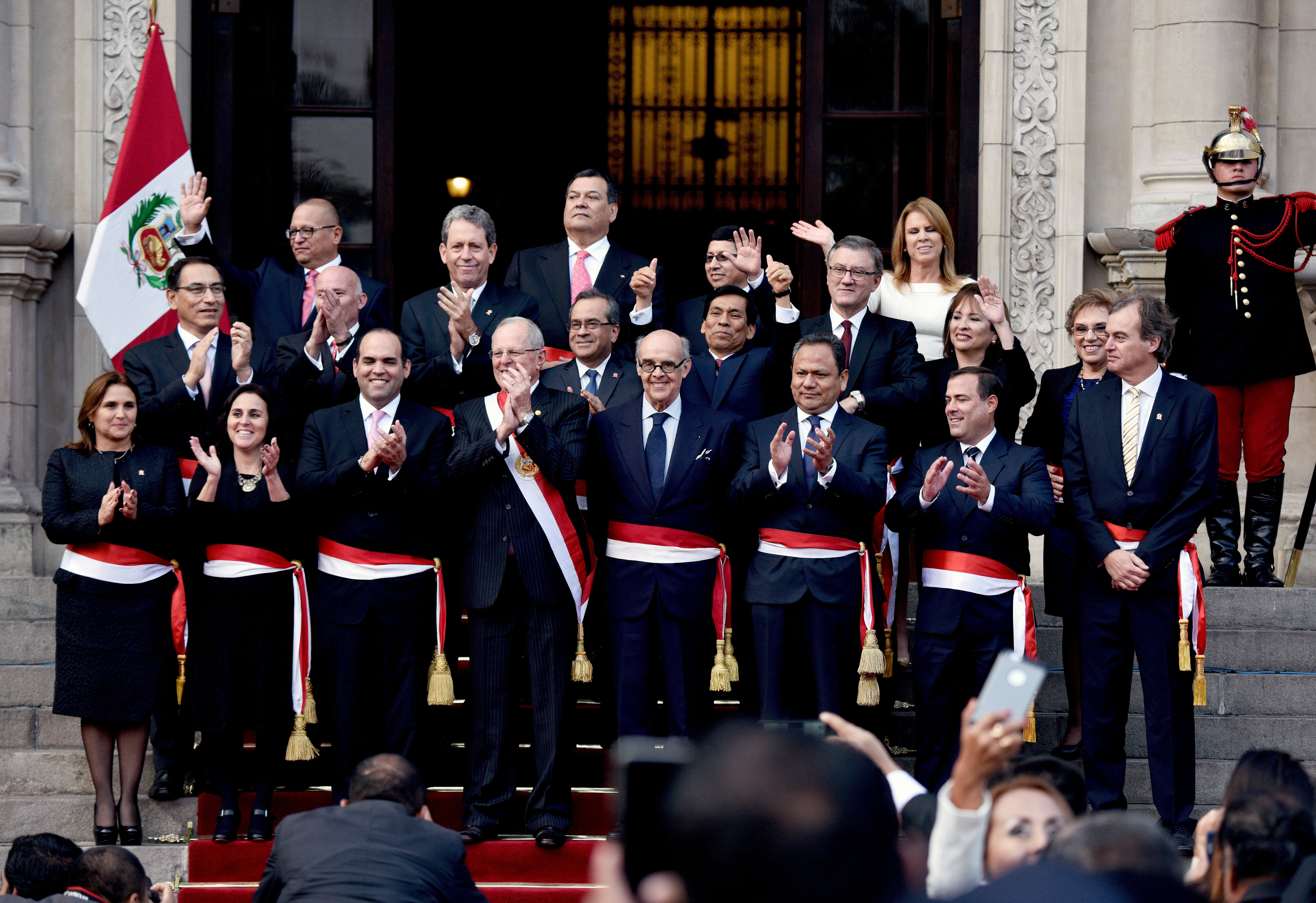
El presidente Pedro Pablo Kuczynski, junto con el premier Fernando Zavala y los miembros de su gabinete ministerial, luego de la ceremonia de juramentación.

El 28 de julio de 2016 juramentaron los Ministros de Estado en el marco de la ceremonia de asunción. La juramentación, a diferencia de anteriores ocasiones en que se había realizado en el Salón Dorado de Palacio de Gobierno, se realizó esta vez en el patio de honor, al aire libre y a la vista del público.
El gabinete ministerial estaba conformado por: Fernando Zavala (PCM); Víctor Ricardo Luna Mendoza (Relaciones Exteriores); Mariano González Fernández (Defensa); Alfredo Thorne (Economía y Finanzas); Carlos Basombrío Iglesias (Interior); Marisol Pérez Tello (Justicia y Derechos Humanos); Jaime Saavedra (Educación); Patricia García Funegra (Salud); José Manuel Hernández Calderón (Agricultura y Riego); Alfonso Grados Carraro (Trabajo y Promoción del Empleo); Bruno Giuffra (Producción); Eduardo Ferreyros Küppers (Comercio Exterior y Turismo); Gonzalo Tamayo (Energía y Minas); Martín Vizcarra (Transportes y Comunicaciones); Edmer Trujillo Mori (Vivienda, Construcción y Saneamiento); Ana María Romero-Lozada (Mujer y Poblaciones Vulnerables); Elsa Galarza (Ambiente); Jorge Nieto Montesinos (Cultura); y Cayetana Aljovín (Desarrollo e Inclusión Social).
De los miembros del gabinete, seis eran economistas (Zavala, Thorne, Saavedra, Tamayo, Giuffra y Galarza). Algunos de ellos ya habían ejercido anteriormente un cargo ministerial: Zavala había sido titular de Economía en 2005-2006 en el gobierno de Toledo; Romero-Lozada fue ministra de la Mujer dos veces, también en el gobierno de Toledo; Ferreyros estuvo en Comercio Exterior en el 2010 (segundo gobierno de García); y Saavedra era ministro de Educación desde 2013 (gobierno de Humala). De otro lado, se cuestionó la falta de equidad en cuanto a género, pues lo conformaban 14 hombres y 5 mujeres.

### El voto de confianza al gabinete ministerial
El 18 de agosto de 2016, el primer ministro Fernando Zavala se presentó ante el pleno del Congreso de la República del Perú para pedir el voto de confianza a su gabinete, de acuerdo a la norma constitucional. En un discurso que duró dos horas, expuso en cuatro bloques los temas principales a tener en consideración: (1) oportunidades, inversión social, agua e infraestructura; (2) seguridad ciudadana y lucha contra la corrupción; (3) empleo, formalización y reactivación de la economía; y (4) acercamiento del Estado al ciudadano. Destacó el avance impulsado por cada uno de los últimos cinco gobiernos, incluyendo el de Alberto Fujimori. Aunque hubo dudas de que un Congreso, que contaba con una absoluta mayoría opositora al gobierno (representada por los 73 parlamentarios de Fuerza Popular de un total de 130) pudiera otorgar fácilmente el voto de confianza, tras un largo debate que duró 21 horas, se aprobó el mismo, con 121 votos a favor, 2 en contra y un abstención.

### Tensión por el otorgamiento de facultades legislativas
Otro momento de tensión entre el Ejecutivo y el Congreso se produjo cuando el primero solicitó al segundo el otorgamiento de facultades para legislar en materia económica, seguridad ciudadana, lucha anticorrupción, agua y saneamiento, y la reorganización de Petroperú. El 30 de septiembre de 2016, tras un debate de seis horas, el Congreso otorgó al Ejecutivo facultades legislativas por un plazo de 90 días. La votación se hizo por temas y no en bloque. El 7 de enero de 2017, al vencerse el plazo de 90 días, el premier Zavala anunció la publicación de 112 decretos legislativos.

### Escándalo del “negociazo”
El médico Carlos Moreno ejercía de asesor presidencial en temas de salud desde el inicio del gobierno. Era, al parecer, una persona de mucha confianza de PPK. De modo que, cuando renunció el 4 de octubre de 2016 llamó la atención de los medios. PPK dijo en un primer momento que la renuncia de su asesor se debía a razones personales y a su recargado trajín laboral. Sin embargo, el mismo Moreno explicó que la razón era porque habían grabado sus conversaciones en Palacio de Gobierno y que lo estaban involucrando en un caso de corrupción.
El 9 de octubre, el programa televisivo Cuarto poder difundió un audio en el que Moreno comentaba sobre un negociado para que una clínica firmase un convenio con el Arzobispado de Lima y, así, poder acceder a un acuerdo para atender a pacientes asegurados en el Sistema Integral de Salud (SIS). «Es el negociazo, yo tengo la gente que lo haga, tengo los pacientes», decía Moreno, según se oye en el registro del audio. «Esa es nuestra mina. No sabes la cantidad de plata que vamos a ganar», agregaba. Aunque Moreno fue separado del gobierno no bien se puso al descubierto el “negociazo”, el escándalo sacudió reciamente a un gobierno que tenía apenas tres meses de iniciado.

### Renuncia del ministro Mariano González

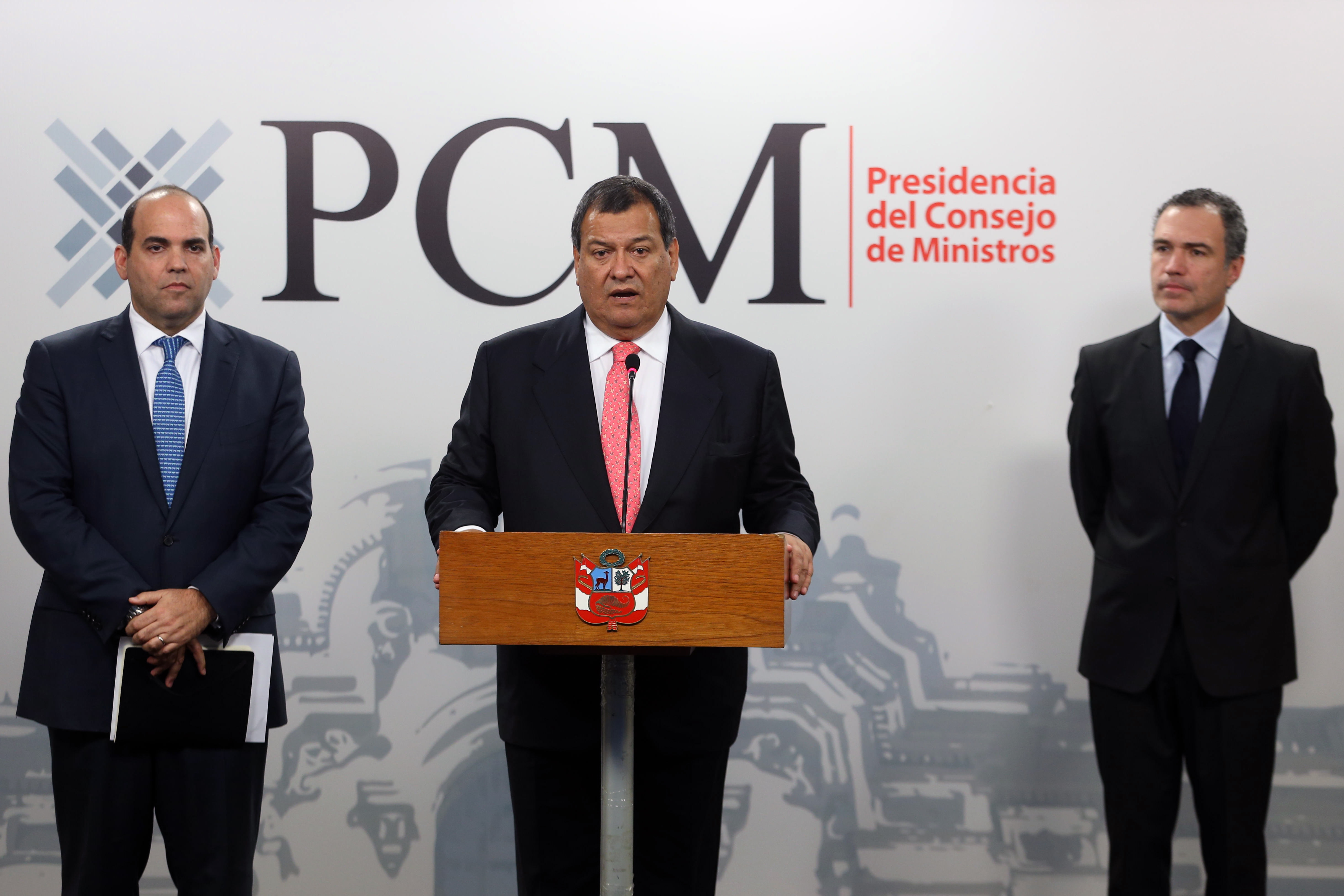
El sociólogo Jorge Nieto Montesinos (al centro), era el ministro de Cultura desde el inicio del gobierno. En diciembre de 2016 pasó a encabezar el despacho de Defensa. El portafolio de Cultura fue ocupado entonces por el abogado y actor Salvador del Solar (a la derecha).

El 27 de noviembre de 2016, un informe de un programa periodístico reveló que el ministro de Defensa Mariano González Fernández mantenía una relación sentimental con una asesora de su despacho, a la cual presumiblemente había favorecido con un ascenso. El ministro negó haber favorecido a su pareja y dijo en su defensa: «Lo que he cometido es un hecho de amor. Mi único delito es haberme enamorado».
Al día siguiente, González presentó su renuncia al cargo, lo que fue aceptado por el primer ministro Zavala. Una semana después, fue nombrado en su reemplazo Jorge Nieto Montesinos, hasta entonces titular del Ministerio de Cultura. Este pasó a ser encabezado por el actor y director de cine Salvador del Solar.

### Censura al ministro Jaime Saavedra

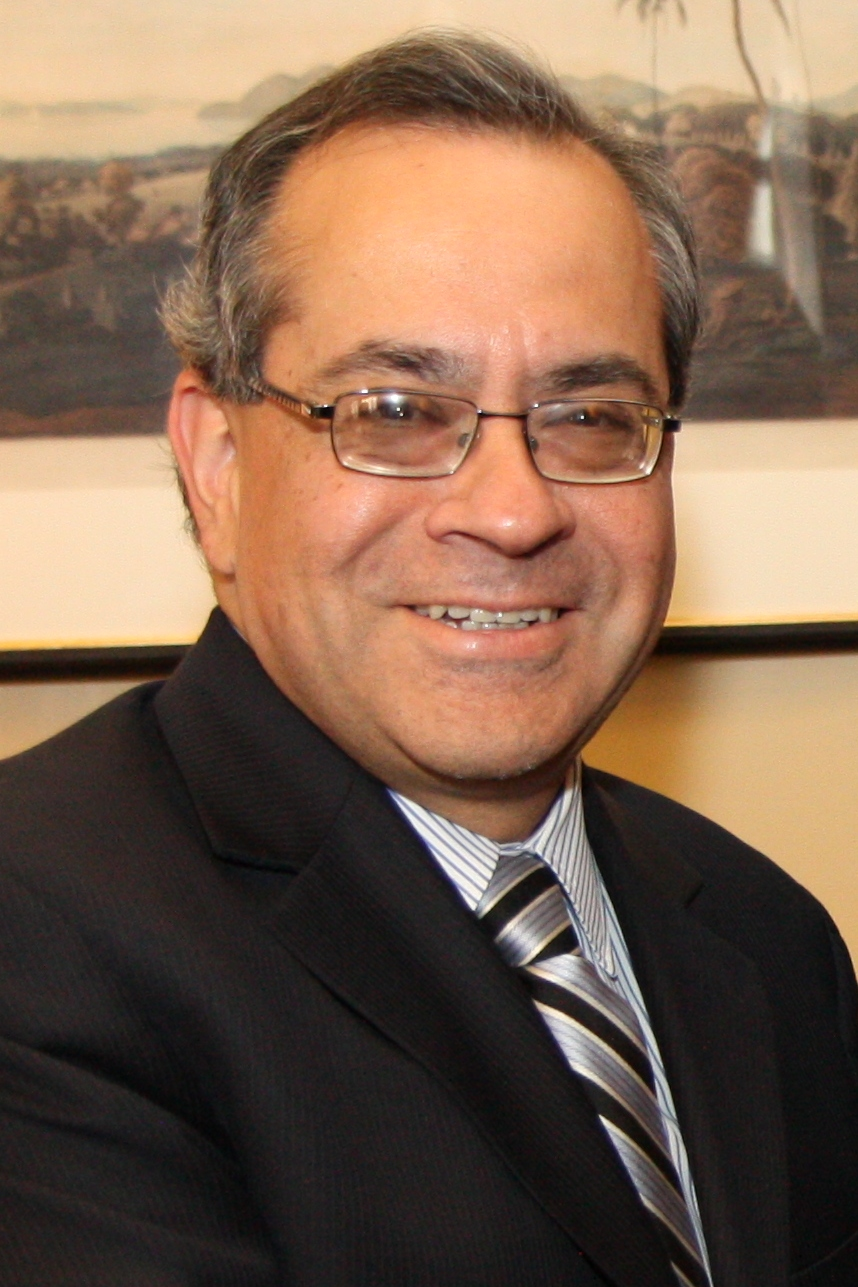
El ministro de educación Jaime Saavedra, que ejercía dicho cargo desde 2013 (gobierno de Humala), fue censurado por el Congreso y obligado a renunciar.

La oposición al gobierno, representada en el Congreso por una abrumadora mayoría fujimorista aliada con la bancada aprista, empezó a cuestionar la labor del ministro de Educación, Jaime Saavedra.
Primero fue en lo referente a la organización de los Juegos Panamericanos de 2019 de Lima, que pese haber sido anunciada en el 2013 (poco antes de asumir como ministro), no se había avanzado lo suficiente en lo referente a la construcción de la infraestructura.
Luego, un programa televisivo dominical lanzó un reportaje en el cual denunciaba que personal de confianza del ministro había hecho un desvío de un presupuesto de 150 millones de soles destinados para la compra de computadoras. La oposición en el Congreso anunció que interpelaría al ministro para exigirle que rindiera cuentas de su gestión, particularmente en lo referente a la presunta corrupción. El presidente Kuczynski respaldó públicamente a su ministro y adujo que la campaña en su contra se originaba en un grupo de legisladores asociados a universidades privadas que pretendían hacer cambios en la Ley Universitaria para favorecer sus intereses.
El 7 de diciembre de 2016, Saavedra fue interpelado en el Congreso, a cuyo recinto asistió voluntariamente para responder un pliego de 11 preguntas. Tras once horas de exposiciones y debate, en las cuales el ministro aceptó que existían irregularidades en las compras realizadas por su sector por personas que habían «traicionado su confianza», la bancada fujimorista anunció que presentaría una moción de censura en contra del ministro, porque, a su ver, era responsable político y no había respondido satisfactoriamente al pliego interpelatorio. Saavedra declaró a la prensa que no renunciaría ante el pedido de censura.
El 15 de diciembre se llevó a cabo el debate de censura del ministro, obteniendo como resultado final 78 votos a favor, ninguno en contra y ninguna abstención (ello debido a que las bancadas de Peruanos por el Kambio y de Frente Amplio, en contra de la censura, se retiraron del hemiciclo antes de la votación). A Saavedra se le dio un plazo de 72 horas para presentar su carta de renuncia.
El 17 de diciembre, Saavedra presentó su renuncia y al día siguiente juró en su reemplazo la educadora Marilú Martens.

### Reuniones de Kuczynski con Keiko Fujimori
En diciembre de 2016, tras una iniciativa del cardenal Juan Luis Cipriani, la lideresa de Fuerza Popular, Keiko Fujimori, y el presidente Kuczynski se reunieron para dialogar en la residencia del arzobispo. Un encuentro similar se dio en julio de 2017, luego de que Keiko invitara al presidente a conversar. Esta vez, la reunión se llevó a cabo en Palacio de Gobierno. Pero, visto los hechos posteriores, la segunda vicepresidente Aráoz consideró que fue un error creer en los reclamos de diálogo de parte de Fujimori, ya que, al parecer, desde el primer momento su intención había sido socavar al gobierno y buscar la vacancia del presidente.

### Interpelación al ministro Vizcarra

El ingeniero Martín Vizcarra, como primer vicepresidente del Perú y ministro de Transportes y Comunicaciones.

Tras meses de estudio, el gobierno decidió llevar adelante el proyecto de la construcción del Aeropuerto Internacional de Chinchero, firmando el 3 de febrero de 2017 una adenda con modificaciones al contrato con Kuntur Wasi, el consorcio que había ganado la concesión del proyecto en el 2014. Esta era una obra que tenía décadas de espera y era anhelada por el pueblo cusqueño, que amenazó con levantarse si se paralizaba la misma; al parecer, de parte del gobierno primó más la salida política y social, antes que las cuestiones técnicas.
El presidente Kuczynski y el ministro de Transportes y Comunicaciones Martín Vizcarra defendieron la adenda, al manifestar que era la mejor opción para el Estado y los ciudadanos. Se adujo que el Estado se ahorraba 590 millones de dólares (que era el monto de la deuda que se tenía con la empresa).
Sin embargo, desde el Congreso, específicamente de parte del congresista Víctor Andrés García Belaúnde, surgió una oposición vehemente, al considerar a la adenda como lesiva a los intereses del Estado. Una foto publicada en el diario Correo, que data de junio de 2016, mostraba a Vizcarra en una reunión de agradecimiento del partido Peruanos Por el Kambio para los aportantes a su campaña, donde aparece Carlos Vargas Loret de Mola, presidente del consorcio Kuntur Wasi.
Para García Belaunde, ese sería el nexo que explicaría el supuesto favorecimiento del gobierno hacia consorcio, por lo que calificó a Vizcarra como un «vendepatria» y exigió su renuncia al ministerio. Atosigado por las críticas, Vizcarra señaló que el Estado no haría ningún desembolso de dinero a Kuntuhuasi hasta esperar el informe final de la Contraloría. Por este asunto, el 1 de marzo de 2017, la bancada de Acción Popular presentó un pliego interpelatorio contra Vizcarra, secundada por representantes de Fuerza Popular, Frente Amplio y el Apra.
Sin embargo, a raíz del embate del Niño costero, en la que algunos parlamentarios se trasladaron a las zonas afectadas para atender a los damnificados, el Congreso decidió suspender «hasta nuevo aviso» la interpelación a Vizcarra, que estaba programada para el 23 de marzo y que constaba de 83 preguntas. Amenguado el fenómeno del Niño, el 5 de mayo, un grupo de 35 congresistas presentaron una nueva moción para interpelar al ministro.
El 11 de mayo la moción fue aprobada con 71 votos y se programó la interpelación para el 18 de mayo, en la que el ministro respondió un pliego de 83 preguntas por más de tres horas. En el Congreso se acordó esperar el informe de la Contraloría, señalado para el lunes 22, antes de proceder a la votación de censura.
Pero antes que ocurriera ello, Vizcarra presentó su renuncia a su cargo de ministro, tras anunciar en una entrevista televisiva que iba a dejar sin efecto el contrato y la adenda para la construcción del aeropuerto de Chinchero, en vista de no haber tenido aceptación en el Congreso ni de la Contraloría. Precisamente, instantes después, el contralor general Edgar Alarcón presentó su informe sobre el contrato de Chinchero, donde recomendaba iniciar acciones legales contra diez funcionarios (seis del MTC; dos del MEF; y dos de Ositran) por presuntas irregularidades en la adenda a favor de la empresa Kuntur Wasi.
Con Vizcarra eran ya dos ministros que salían de sus cargos por obra del Congreso en menos de un año, después de ser interpelados (el otro fue Saavedra en Educación); es más, se trataba de los más prestigiados ministros del gobierno. Por ello, Zavala criticó a la bancada mayoritaria en el Congreso (del fujimorismo), aduciendo que «una cosa es el control político, otra es el abuso de poder. Una cosa es fiscalizar, otra es obstruir».

### Cambios ministeriales (mayo de 2017)
El 25 de mayo de 2017, Bruno Giuffra, que hasta entonces era el ministro de la Producción, dejó ese cargo y juró como ministro de Transportes y Comunicaciones, en reemplazo de Martín Vizcarra. Mientras que el congresista oficialista Pedro Olaechea pasó a ocupar el ministerio de la Producción. La ceremonia de juramentación de ambos se realizó en el Salón Dorado de Palacio de Gobierno.

### Audio Thorne-Alarcón

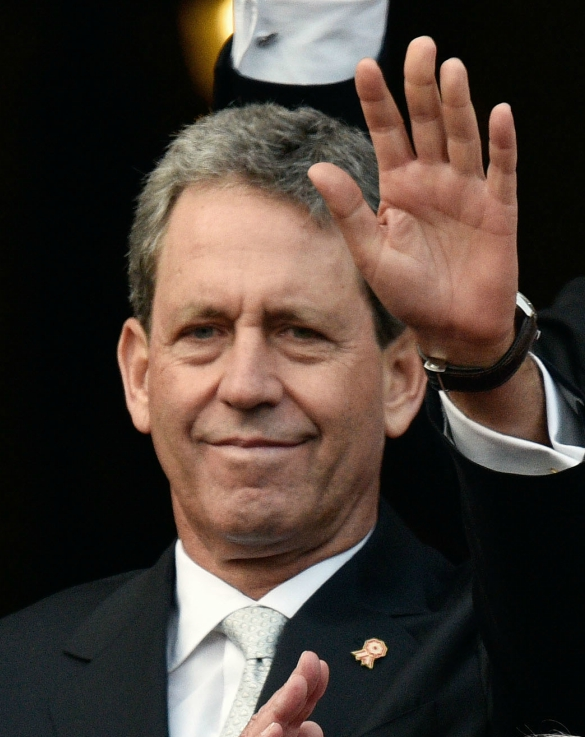
Alfredo Thorne, ministro de Economía y Finanzas.

El 28 de mayo de 2017 el programa televisivo Panorama reveló unas transcripciones de un audio en el cual el ministro de Economía Alfredo Thorne sostenía una conversación con el contralor general de la República Edgar Alarcón, con fecha del 17 de mayo, días antes de la entrega del informe de la Contraloría sobre la adenda al contrato del aeropuerto de Chinchero. El 4 de junio se publicaron algunos extractos del audio, y posteriormente, ante el reclamo de que se lo estaba editando de manera tendenciosa, se publicó de forma completa, el 11 de junio.
En dicha conversación, los interlocutores hablan sobre fondos adicionales para la Contraloría que debían ser aprobados por el ministerio de Economía, y sobre el informe que la Contraloría estaba próxima a sacar sobre el Contrato de Chinchero. En una parte del mismo se escucha que Thorne le dice a Alarcón: «Ahora todo depende de usted: si pasa Chinchero, nos va bien; si se baja Chinchero, nos va pero mal». Luego de la difusión del audio, se acusó a Thorne de ejercer presión política al contralor a nombre del Ejecutivo, condicionando el aumento del presupuesto de la Contraloría a cambio de un reporte positivo en lo referente a Chinchero.
El pleno del Congreso, reunido el día 15 de junio (es decir, varios días después de darse a conocer el audio), citó a Thorne a presentarse urgentemente en el hemiciclo para que diera sus explicaciones sobre sus conversaciones con el contralor. Pero el ministro se excusó de asistir por su recargada agenda laboral, anunciando que asistiría a la comisión de fiscalización del Congreso el 16 de junio, tal como ya estaba programado.
Ante ello, el presidente de la comisión de fiscalización, Héctor Becerril, anunció que la citación ante dicho grupo de trabajo quedaba sin efecto y que solo se esperaba su presencia inmediata ante el pleno del Congreso, y que en caso de no asistir, ello podría ser causal de censura. Thorne confirmó entonces su asistencia al Congreso para el día 16, donde hizo una exposición que duró diez minutos. Negó la acusación de condicionar el aumento del presupuesto de la Contraloría a cambio de un informe positivo al contrato de Chinchero, y menos que el presidente PPK le hubiera instruido que condicionara al contralor. Luego de un debate entre los congresistas, las bancadas opositoras plantearon al ministro a que renunciara a su cargo; caso contrario, promoverían una moción de censura en su contra.
El 19 de junio, Thorne formalizó ante el Congreso una cuestión de confianza para continuar en el cargo, algo que había pedido en su exposición del día 16. La cuestión de confianza fue debatida el 21 de junio por el pleno del Congreso, donde las bancadas de Fuerza Popular, Apra, Acción Popular, Frente Amplio y Alianza para el Progreso votaron en contra, sumando 88 votos en total. Solo hubo 11 votos a favor de darle la confianza (de los miembros del oficialismo) y 2 abstenciones. Ante ello, Thorne renunció al Ministerio de Economía, siendo reemplazado por el primer ministro Fernando Zavala, que juramentó al día siguiente, aunque manteniendo su función de presidente del Consejo de Ministros.

### Interpelación al ministro Basombrío
El 21 de junio de 2017, el ministro del Interior Carlos Basombrío se presentó ante el pleno del Congreso para responder al pliego interpelatorio de 39 preguntas. Ello se dio inmediatamente después de que el Congreso le negara la confianza al ministro Thorne. La exposición de Basombrío duró tres horas y no solo respondió a las preguntas, sino que hizo anuncios sobre su gestión. Una vez concluida su exposición, se inició el debate parlamentario que prosiguió hasta el día siguiente. Pese a que las bancadas opositoras al gobierno cuestionaron algunas de sus respuestas, ninguna planteó su censura ni pidió su renuncia.

### Cambios ministeriales (julio de 2017)
El 27 de julio de 2017, se oficializaron tres cambios en el gabinete ministerial: la congresista oficialista Ana María Choquehuanca asumió el Ministerio de la Mujer; la hasta entonces ministra de Desarrollo e Inclusión Social Cayetana Aljovín pasó a ser titular de Energía y Minas; mientras que Fiorella Molinelli fue nombrada ministra de Desarrollo e Inclusión Social. La designación de esta última generó algunas críticas de la oposición en el Congreso, debido a que como funcionaria del Ministerio de Transportes y Comunicaciones había firmado la adenda del contrato para la construcción del aeropuerto de Chinchero.

### Segundo mensaje a la Nación por Fiestas Patrias

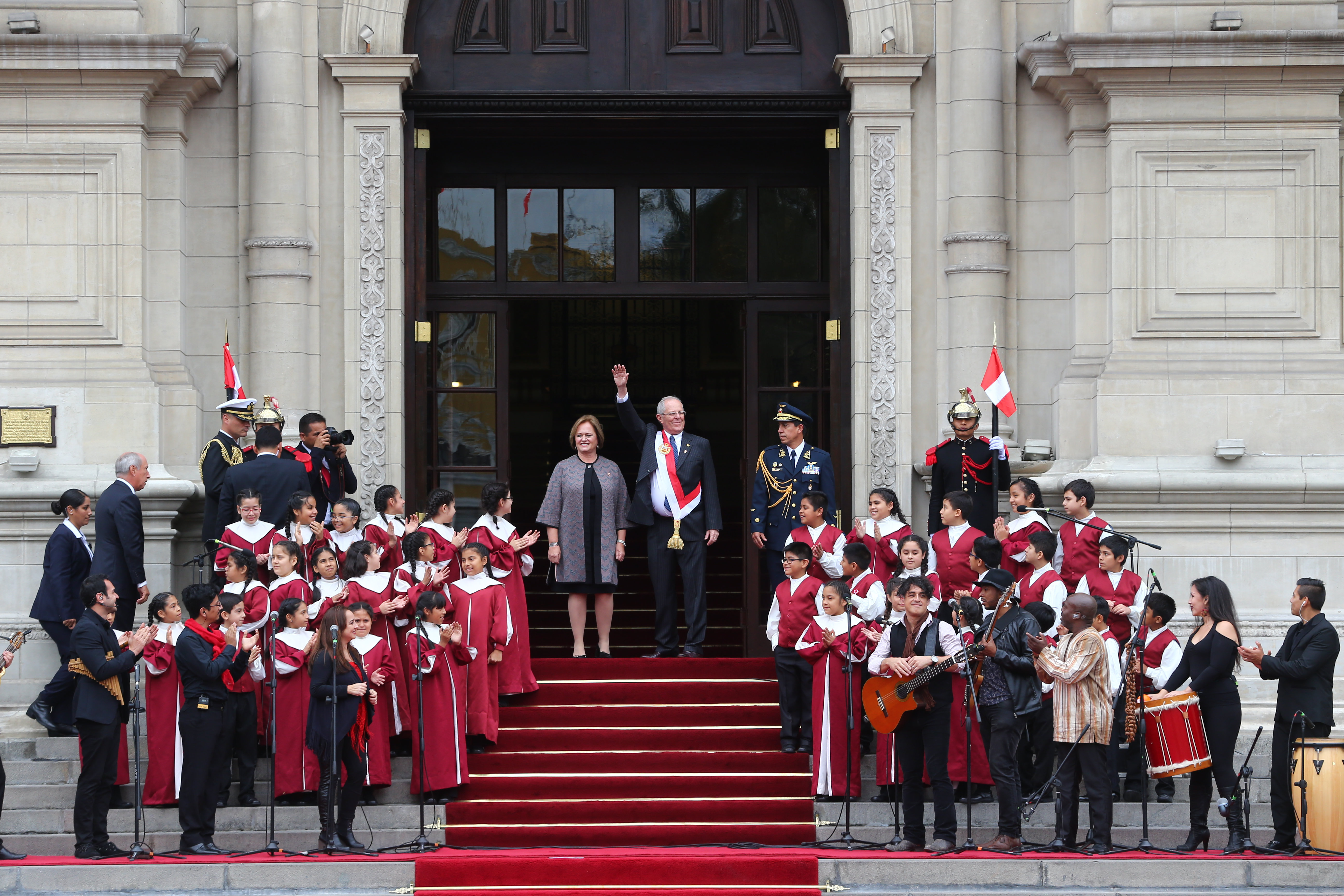
El presidente Pedro Pablo Kuczynski, al lado de su esposa Nancy Lange, el 28 de julio de 2017, en el homenaje a los miembros de las fuerzas armadas que participaron en la emergencia del Niño costero.

El 28 de julio de 2017, al cumplirse un año del gobierno, se empezó celebrando la Misa y Te Deum tradicional en la Catedral de Lima; luego de ello, el presidente llegó a la sede del Congreso, en donde brindó su segundo mensaje a la nación, por fiestas patrias, que duró una hora y 15 minutos. Según la Constitución Política, el presidente en esta fecha debe dar un mensaje a la nación en donde de cuenta de lo realizado y expongan sus planes futuros. PPK empezó mencionando los problemas más graves que enfrentó durante su primer año de gobierno, como fueron el desastre del Niño Costero y el escándalo de Lava Jato, que costaron un 2% del PBI.
Destacó que la Reconstrucción Nacional impulsará a la economía nacional. Presentó además cinco proyectos de ley, que abordan la obtención de inmuebles requeridos para la ejecución de obras de infraestructura; la creación de una autoridad de transporte urbano para Lima y Callao; la reforma de la conformación y requisitos para ser miembro del Consejo Nacional de la Magistratura; el impulso a proyectos para el tratamiento de aguas residuales mediante asociaciones público-privadas; y el fortalecimiento del sistema de inspección de trabajo a través de Sunafil. Contrario al mensaje dado al inicio de su mandato, su segundo mensaje a la nación fue recibido con poca expectativa e incredulidad entre varios de los principales analistas políticos y económicos. Luego del mensaje, Kuczynski se dirigió caminando a Palacio de Gobierno, donde se realizó un homenaje a las personas que ayudaron durante el desastre ocasionado por el Niño costero.

### Interpelación a la ministra Martens y crisis del gabinete
El 17 de agosto de 2017 los congresistas de Fuerza Popular presentaron una moción de interpretación contra la ministra de Educación Marilú Martens quien se encontraba en negociaciones con los representantes de los maestros, en busca de la solución a una prolongada huelga magisterial El 25 de agosto de 2017 el pleno del Congreso de la República aprobó, con 79 votos a favor, 12 en contra y 6 abstenciones, realizar dicha interpelación. Los votos a favor fueron de las bancadas de Fuerza Popular, el Apra, Frente Amplio y Acción Popular. Se fijó como fecha de la interpelación el 8 de septiembre. La ministra respondió un pliego de 40 preguntas, principalmente sobre la huelga de maestros que todavía persistía. Martens reconoció deficiencias al afrontar la huelga de maestros, pero aseguró que su gestión no daría marcha atrás en el reconocimiento a la meritocracia dentro del magisterio.

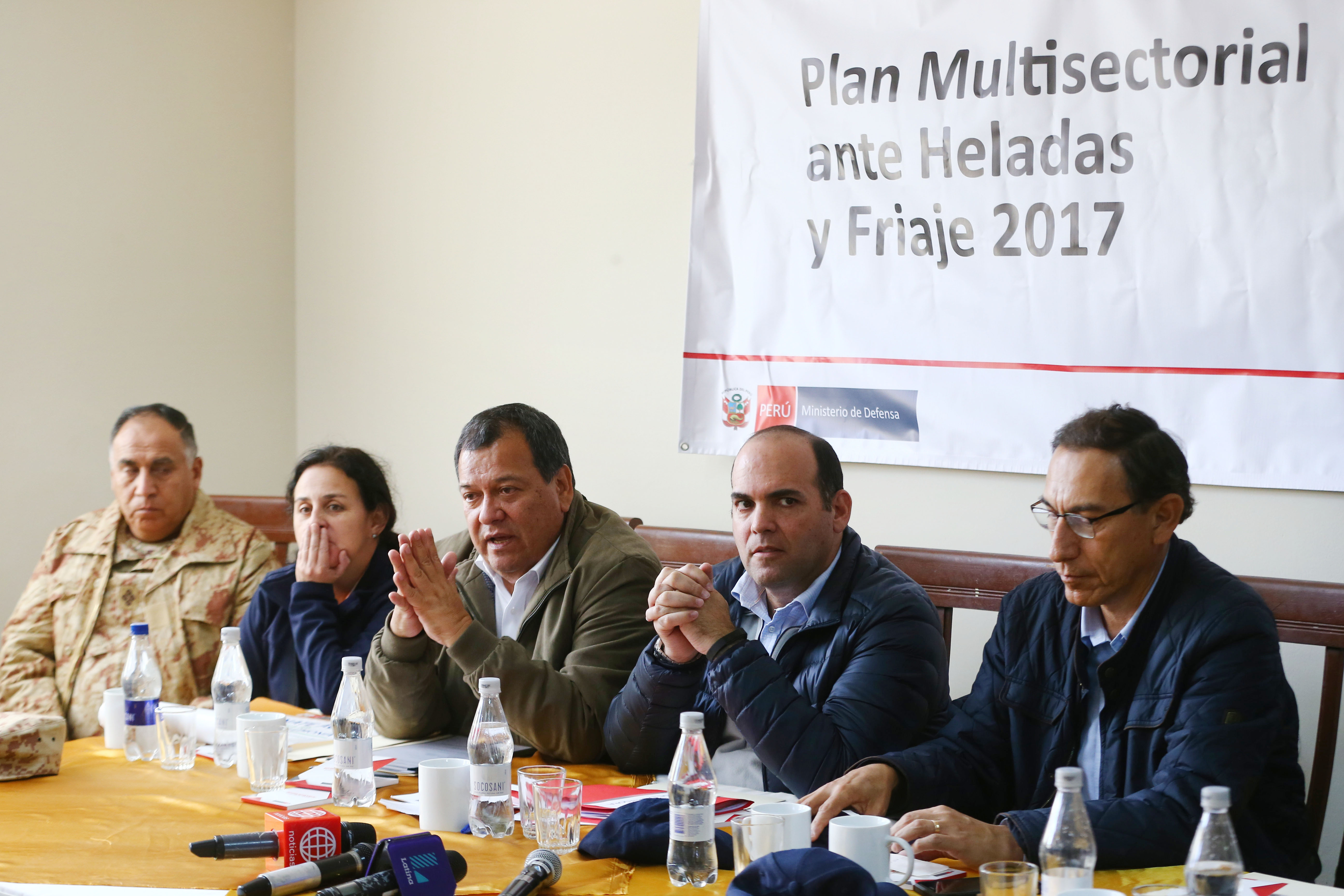
El presidente del Consejo de Ministros, Fernando Zavala, al lado de algunos de los miembros de su gabinete ministerial.

El 13 de septiembre, la bancada de Fuerza Popular anunció que presentaría una moción de censura contra la ministra, pues consideraba que no había respondido satisfactoriamente a las preguntas de la interpelación. Ante esta amenaza de censura (que sería la segunda contra un titular de Educación en menos de un año), el primer ministro Fernando Zavala solicitó al Congreso una cuestión de confianza para el gabinete ministerial en pleno; en otras palabras, una renovación del voto de confianza que se le había dado al inicio de su gestión.
Desde el Congreso se criticó esta solicitud, señalándose el hecho que Zavala se solidarizase con una ministra que estaba cuestionada, poniendo en peligro a todo su gabinete, y más aún, cuando aún no se había oficializado la moción de censura. Se dijo también que la “renovación de confianza” era algo que no contemplaba la Constitución.
Pero de todos modos, la Junta de Portavoces del Congreso convocó a Zavala a las cuatro de la tarde del 14 de septiembre para que sustentara su pedido de confianza. Zavala se presentó al pleno del Congreso con los ministros y expuso su pedido en 12 minutos; su argumentación se centró en la intención del gobierno de defender la política educativa a la que se pretendía, según él, socavar con la censura a la ministra de Educación. Luego se procedió al debate parlamentario. La cuestión de confianza fue debatida durante 7 horas y votada en la madrugada del día 15.
Fueron 77 los parlamentarios que votaron contra la solicitud de Zavala, mientras que 22 lo respaldaron y 16 se abstuvieron. Kenji Fujimori fue el único de los 71 representantes de Fuerza Popular que se adhirió al pedido de confianza. Todos los demás se opusieron. También votaron contra la confianza los representantes del Frente Amplio. De ese modo se produjo la crisis del gabinete.
Los congresistas de Fuerza Popular consideraron que debían renunciar todos los miembros del gabinete, pero finalmente se impuso la opinión de que solo estaba obligado a renunciar el primer ministro, y que el resto de los ministros podían permanecer, salvo los que estaban cuestionados, como era el caso de la ministra Martens.

### Segundo gabinete ministerial (Aráoz)

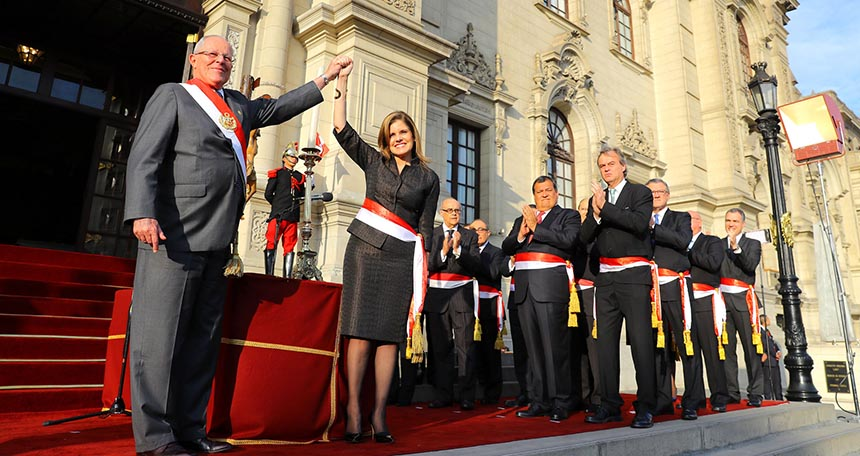
Toma de juramento del segundo gabinete ministerial.

El 17 de septiembre de 2017, la segunda vicepresidenta y congresista Mercedes Aráoz Fernández juramentó como Presidenta del Consejo de Ministros del Perú y con ello se anunciaron a cinco nuevos ministros: Claudia Cooper Fort (Economía), Idel Vexler (Educación), Enrique Mendoza Ramírez (Justicia y Derechos Humanos), Fernando D'Alessio (Salud) y Carlos Bruce (Vivienda). La nueva jefa del gabinete juramentó con los 18 ministros en una ceremonia realizada en el Patio de Honor de Palacio de Gobierno.
El 12 de octubre Mercedes Aráoz se presentó ante el pleno del Congreso para pedir el voto de confianza a su gabinete ministerial. Su exposición duró dos horas. Después de un debate parlamentario que se prolongó hasta la una de la mañana del día siguiente, votaron a favor de la moción de confianza 83 congresistas (de las bancadas opositoras de Fuerza Popular, Alianza para el Progreso, Partido Aprista Peruano y Acción Popular, así como del oficialista Peruanos Por el Kambio) y en contra 17 (de Frente Amplio y la naciente bancada de Nuevo Perú). El siguiente paso para el Ejecutivo será solicitar al Congreso facultades legislativas, fijada para el 7 de diciembre de 2017.

### Primer proceso de vacancia presidencial
El 13 de diciembre de 2017, la presidenta de la Comisión Lava Jato Rosa Bartra dio a conocer una información procedente de la empresa Odebrecht en la que esta aseguraba que Westfield Capital, una empresa de asesoría de banca de inversión, fundada y dirigida por Kuczynski, había realizado siete consultorías para Odebrecht entre noviembre de 2004 y diciembre de 2007 por 782.207 millones de dólares, es decir, coincidiendo con la época en que Kuczynski había sido ministro de Economía (2004-2005) y presidente del Consejo de Ministros (2005-2006).
La información revelaba también que otra empresa, First Capital, constituida por el chileno Gerardo Sepúlveda (socio de Kuczynski), había realizado asesorías para Odebrecht entre el 2005 y 2013, recibiendo como pago a sus servicios US$4’043.941. Se sabía también que ambas empresas de asesoría compartían la misma dirección fiscal.
La información resultaba gravemente comprometedora para el presidente, que siempre había negado haber tenido relaciones con la empresa Odebrecht, y porque los pagos a su empresa personal de consultoría se habían realizado cuando era ministro de Estado (algo prohibido por norma constitucional por tipificar conflicto de interés), y peor aun cuando provenían de una empresa como Odebrecht, que había pagado coimas para adjudicarse la concesión de obras precisamente bajo el gobierno de Toledo, cuando Kuczynski había sido ministro. El presidente anunció entonces que recibiría a la Comisión Lava Jato el día 22 de diciembre, pero este gesto fue considerado tardío, luego de haber insistido reiteradamente en responder solo por escrito.
La oposición al gobierno, liderada por Fuerza Popular, exigió la renuncia de Kuczynski y amenazó con vacarlo de la presidencia si no lo hacía. Frente Amplio, por su parte, planteó que se procediera directamente a la vacancia. En la medianoche del 14 de diciembre, negó las acusaciones y dijo que no renunciaría a su cargo. «Estoy aquí para decirles: no voy a abdicar ni a mi honor ni a mis valores ni a mis responsabilidades como presidente de todos los peruanos», expresó en un mensaje a la nación.
En su defensa, aseguró no tener ninguna relación con la empresa First Capital, que era propiedad exclusiva de Sepúlveda, y que solo uno de los pagos mencionados tenían que ver con él, el fechado en 2012, cuando ya no era ministro de Estado; y que en cuanto a Westfield Capital, si bien reconoció que era su empresa unipersonal, afirmó que nunca estuvo bajo su dirección y administración mientras fue ministro de Estado, y que los contratos fechados en esa época los había firmado Sepúlveda, su socio. También señaló que todos los pagos a su empresa eran legales, estando debidamente registrados, facturados y bancarizados.
Las explicaciones de PPK no convencieron a la oposición, y se le achacó de seguir mintiendo, sobre todo en lo referente a que se había desligado de Westfield Capital cuando fue ministro, cuando, según los registros públicos, siempre figuró como director de esa empresa. Al respecto, PPK arguyó en su defensa el concepto de la “muralla china”, expresión que se usa en los negocios empresariales para referirse cuando el socio o titular no tiene ningún contacto ni recibe información sobre el manejo de la empresa. Pero este argumento tampoco convenció a sus opositores, ya que al tratarse de una empresa unipersonal, no había manera que hubiera permanecido ajeno al manejo de la misma. Ante la negativa del presidente a renunciar, varias de las bancadas opositoras del Congreso plantearon entonces someter su cargo a la vacancia.

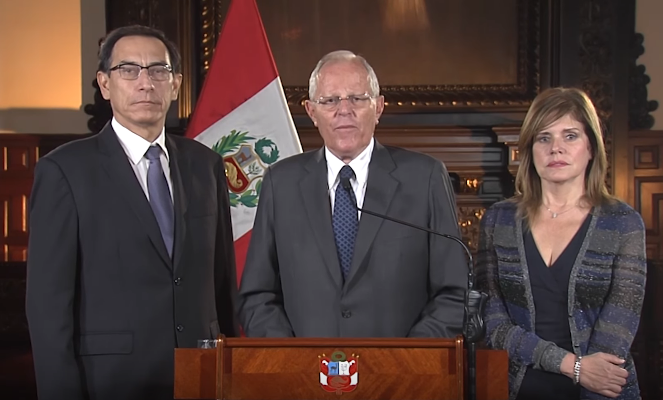
Pedro Pablo Kuczynski al lado de sus vicepresidentes, Martín Vizcarra y Mercedes Aráoz, en mensaje a la Nación previo al inicio del primer proceso de vacancia.

El Frente Amplio presentó la moción para que la solicitud de la vacancia fuera debatida en el pleno del Congreso. Los congresistas de Fuerza Popular, Apra y Alianza para el Progreso se sumaron al pedido y fue así como superaron las 26 firmas necesarias para proceder con el trámite. Aprobada la moción, el debate se inició a las 4 y 38 de la tarde del día 15 de diciembre y duró hasta las 10 de la noche.
Los legisladores opositores que introdujeron la moción citaron una incapacidad moral al denunciar que el presidente mintió en las declaraciones que dio sobre sus vínculos con la compañía brasileña. Por su parte, los congresistas oficialistas reclamaron que se siguiera el debido proceso, reprochando el hecho de que la oposición procediera con celeridad inusitada y que varios de sus miembros ya hubieran decidido vacar al presidente sin haber escuchado su defensa. También cuestionaron el hecho de que un solo informe proveniente de Odebrecht fuera considerado prueba suficiente, con lo que se prescindía abiertamente de la investigación que demandaba un caso tan delicado y trascendental.
De acuerdo al reglamento, se necesitaba para la admisión del pedido de vacancia el voto del 40% de congresistas hábiles. Como se contabilizaron 118 congresistas presentes, se precisaban solo 48 votos, lo que fue ampliamente rebasado, pues votaron 93 a favor y 17 en contra; estos últimos fueron, en su gran mayoría, los de la bancada oficialista.
Aprobado así el pedido de vacancia, el Congreso acordó que el jueves 21 de diciembre, a las 9 de la mañana, PPK debería presentarse, con o sin su abogado, ante el pleno del Congreso para realizar sus descargos, dándosele todo el tiempo necesario; luego se procedería a debate y finalmente se votaría para decidir la vacancia presidencial, necesitándose para esto 87 votos del total de los 130 congresistas.
El día señalado, Kuczynski acudió al Congreso a ejercer su defensa, acompañado de su abogado Alberto Borea Odría. La defensa dio inicio con la alocución del propio presidente, que reiteró en negar que hubiera cometido algún acto de corrupción. Luego vino la defensa de Borea, calificada como brillante, que tuvo como eje de su argumento en que el pedido de vacancia era una exageración pues no se podía acusar a un presidente de la República sin demostrar con pruebas fehacientes su “incapacidad moral permanente”. Consideraba que los delitos imputados debían ventilarse primero en la comisión investigadora, antes de sacar conclusiones apresuradas. Rechazó también que Kuczynski haya mentido reiteradamente sobre su relación con Odebrecht, pues los hechos en cuestión habían ocurrido hacía 12 años y no tenía por qué tenerlos presente al detalle.
Terminada la alocución de Borea, se inició el debate congresal que duró catorce horas. La votación por la vacancia se llevó a cabo pasadas las once de la noche, con el siguiente resultado: 78 votos a favor, 19 en contra y 21 abstenciones. Una de las bancadas, la de Nuevo Perú, se retiró antes de la votación, aduciendo que no se prestarían al juego planteado por los fujimoristas. Como se necesitaban 87 votos para proceder a la vacancia, esta fue desestimada. Toda la bancada de Fuerza Popular votó a favor de la vacancia, con excepción de 10 de sus miembros, encabezados por Kenji Fujimori, que se abstuvieron, y que decidieron así el resultado. Corrió el rumor que este grupo disidente había negociado sus votos con el gobierno a cambio del indulto presidencial a favor de Alberto Fujimori, su líder histórico preso desde hacía diez años.

### Crisis política 2016-2018

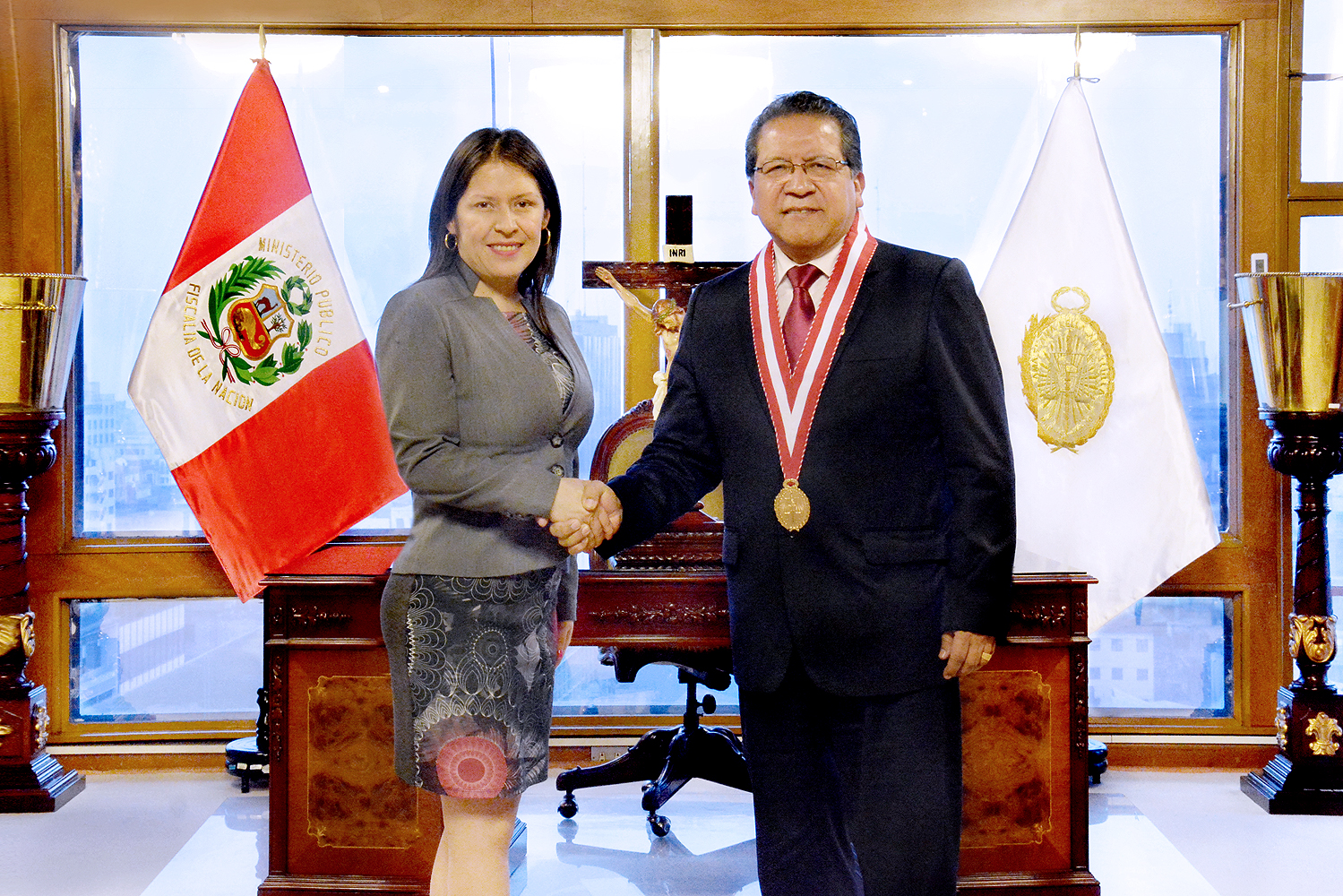
El Fiscal de la Nación Pablo Sánchez Velarde recibiendo la visita protocolar de la congresista Yeni Vilcatoma, en septiembre de 2016. Un año después, Vilcatoma presentó una denuncia constitucional en contra del fiscal.

La crisis de gobernabilidad se originó por la existencia de una bancada opositora mayoritaria en el Congreso, que enfrenta continuamente a un Poder Ejecutivo debilitado, al que acusa de ineficacia para resolver los problemas del país. Hasta septiembre de 2017, es decir, en un año y dos meses de gobierno, el fujimorismo había provocado la caída de cinco ministros.
Diversos analistas consideraron que lo que buscaba el fujimorismo era traerse abajo la institucionalidad del país y controlar el Ministerio Público, el Tribunal Constitucional y la Presidencia de la República. Todo ello apuntaría a blindar a su lideresa Keiko Fujimori, seriamente involucrada en el caso Odebrecht.
- Contra el Ministerio Público: El fujimorismo, a través de su congresista Daniel Salaverry, hizo una acusación constitucional contra el fiscal de la Nación Pablo Sánchez, porque supuestamente no había iniciado las investigaciones contra varias empresas peruanas socias de Odebrecht.[82] A lo que se sumó otra denuncia constitucional contra el mismo fiscal planteada por la parlamentaria Yeni Vilcatoma, exintegrante de la bancada fujimorista, que cuestionaba su responsabilidad funcional por la emisión de una resolución que disponía que toda nueva denuncia por crimen organizado y lavado de activos sea remitida únicamente al despacho del fiscal Hamilton Castro, responsable del caso Odebrecht.[83]
- Contra el Tribunal Constitucional (TC): Desde la Subcomisión de Acusaciones Constitucionales del Congreso, el fujimorismo, aliado con el aprismo, aprobó recomendar al pleno del Congreso la destitución e inhabilitación por 10 años del magistrado Eloy Espinosa-Saldaña y la suspensión por 30 días a otros tres magistrados: Manuel Miranda, Marianella Ledesma y Carlos Ramos, todos ellos acusados por once marinos en situación de retiro de haber violado el precepto constitucional de la «inmutabilidad de la cosa juzgada» al haber emitido una resolución en la que dejaron sin efecto el enunciado de una sentencia de 2013, en la que se decía que la matanza de El Frontón de 1986 no fue un delito de lesa humanidad.[84] Los miembros del TC acudieron a la Corte Interamericana de Derechos Humanos para denunciar lo que consideraban una amenaza a la independencia de sus funciones por parte del Congreso del Perú. Dicho corte dio la razón a los magistrados y pidió al Congreso que archivara la acusación.[85]
- Contra el Presidente de la República: las revelaciones de que Odebrecht había hecho pagos por consultorías a la empresa unipersonal de PPK cuando fue ministro de Estado, se habrían hecho en busca de la vacancia presidencial, que si bien no se logró durante la votación en el Congreso de 21 de diciembre de 2017, los voceros del fujimorismo advirtieron que buscarían más pruebas que comprometan al presidente en el caso Odebrecht para plantear otra moción de vacancia (como, efectivamente, lo hicieron). También los izquierdistas de Frente Amplio y Nuevo Perú apuntaban a lo mismo, aunque añadiendo otra motivación para la vacancia, referida al indulto humanitario a Alberto Fujimori, que consideraban ilegal.

### Indulto a Alberto Fujimori
El 24 de diciembre de 2017, el presidente PPK concedió el indulto humanitario a Alberto Fujimori, que se hallaba preso desde hacía 12 años, con una sentencia de 25 años por delitos de violaciones a los derechos humanos (casos La Cantuta y Barrios Altos). PPK invocó a la juventud a no dejarse llevar por el odio y voltear la página, para conducir al país hacia «un Bicentenario fraterno de paz y prosperidad».
El gobierno aseguró que el indulto se había decidido por razones puramente humanitarias, ante los diversos males físicos que aquejaban al expresidente de la República, confirmados por informes de una junta médica.
Sin embargo, surgió una fuerte sospecha de que el indulto habría sido el resultado de un pacto furtivo del gobierno de PPK con el sector de la bancada fujimorista que se había abstenido durante la votación por la vacancia presidencial y que de esa manera había evitado que se concretara esta. El indulto motivó además la renuncia de los congresistas oficialistas Alberto de Belaúnde, Vicente Zeballos y Gino Costa; del ministro de Cultura Salvador del Solar y del ministro de Defensa Jorge Nieto Montesinos; así como la realización de diversas marchas en Lima y el interior del país en protesta contra el indulto.
Ya desde el inicio de la crisis, el ministro Carlos Basombrío había presentado también su renuncia, la que fue aceptada por PPK el 27 de diciembre de 2017, siendo reemplazado por el general de la Policía en retiro Vicente Romero Fernández.
El escritor Mario Vargas Llosa consideró el indulto como una «traición» de PPK al electorado democrático que lo había elegido en rechazo al fujimorismo autocrático. Fujimori, que días antes del indulto se había internado en una clínica por complicaciones en su salud, fue dado de alta el 4 de enero de 2018 y así pudo, por primera vez, trasladarse en libertad.
PPK anunció también su deseo de formar un nuevo gabinete ministerial, al que llamó «el Gabinete de la Reconciliación», que según él, debía marcar una nueva etapa en la relación entre el Ejecutivo y el Legislativo.

### El Gabinete de la Reconciliación (Aráoz, segunda fase)

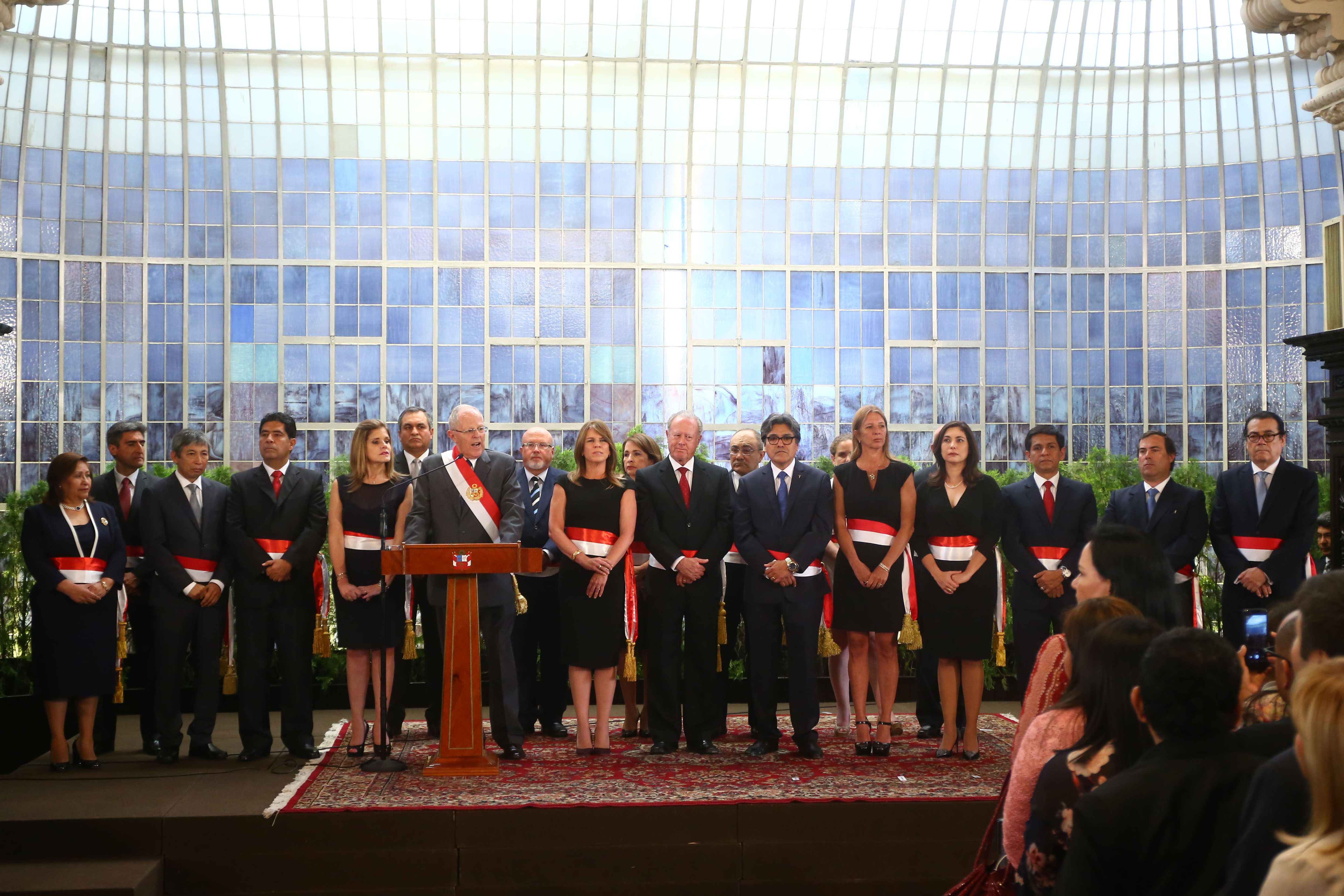
El presidente PPK y su “Gabinete de la Reconciliación”, en la foto oficial luego de la ceremonia de juramentación.

El 9 de enero de 2018, el presidente juramentó a su gabinete ministerial al que denominó el “Gabinete de la Reconciliación”. Se mantuvo en la presidencia del mismo a Mercedes Aráoz y se realizaron ocho cambios ministeriales, la renovación más importante en lo que va del gobierno. Cayetana Aljovín, que desempeñaba la cartera de Energía y Minas, pasó a Relaciones Exteriores. Los nuevos ministros que juramentaron fueron los siguientes: Jorge Kisic (Defensa), José Arista Arbildo (Agricultura), Lieneke Schol (Producción), Jorge Meléndez Celis (Desarrollo e Inclusión Social), Ángela Grossheim (Energía y Minas), Abel Salinas Rivas (Salud), Javier Barreda (Trabajo) y Alejandro Neyra (Cultura). La ceremonia se realizó en el Gran Comedor de Palacio de Gobierno.
Dos de los nuevos ministros (Barreda y Salinas) eran militantes apristas, siendo expulsados de su partido al conocerse que integrarían el gabinete, para deslindar así cualquier colaboración con el gobierno. Meléndez es congresista oficialista, en representación de Loreto. Kisic es un general de la FAP retirado. Neyra es un diplomático, escritor y exdirector de la Biblioteca Nacional. Los demás ministros están ligados al sector empresarial. PPK ha resaltado también que es un gabinete que representa la diversidad del Perú y que buscará la reconciliación con el diálogo.

### Cisma del fujimorismo
El 30 de enero de 2018, el comité disciplinario de Fuerza Popular aconsejó expulsar de su bancada parlamentaria a los congresistas Kenji Fujimori, Bienvenido Ramírez y Maritza García, los mismos que, junto con otros seis congresistas, se habían abstenido de votar a favor de la vacancia presidencial. Al día siguiente Kenji Fujimori y los 9 parlamentarios en cuestión acordaron presentar su renuncia irrevocable a su bancada, dándose así el cisma más importante dentro del fujimorismo desde su aparición en la escena política. Kenji Fujimori justificó está decisión aduciendo los reiterados atropellos que venía recibiendo de parte de la cúpula de Fuerza Popular solo por el hecho de haber apostado por la gobernabilidad del país y la reconciliación; al ser consultado si formaría una nueva bancada, dijo que esperaría el fallo del Tribunal a la demanda de inconstitucionalidad presentada contra la ley que prohíbe formar nuevos grupos parlamentarios en el Congreso.
El 1 de marzo de 2018, Kenji Fujimori anunció su salida de Fuerza Popular, a raíz de la revelación de que la empresa Odebrecht había aportado a dicho partido un millón doscientos mil dólares para la campaña electoral de 2011.

### Segundo proceso de vacancia presidencial
En enero de 2018, la bancada de Frente Amplio planteó un nuevo pedido de vacancia presidencial, teniendo como causal el indulto a Alberto Fujimori, que supuestamente habría sido negociado y otorgado de manera ilegal. Ello no prosperó, ante la falta de apoyo de Fuerza Popular, cuyos votos eran necesarios para llevar adelante una iniciativa como esa. Bajo esa experiencia, las bancadas izquierdistas de Frente Amplio y Nuevo Perú promovieron otra moción de vacancia, concentrándose exclusivamente en el caso Odebrecht, aduciendo que se habrían descubierto nuevos indicios de corrupción y conflicto de intereses de parte de PPK cuando fue ministro de Estado en el gobierno de Toledo. Esta vez si lograron el apoyo de Fuerza Popular, así como de otras bancadas como la de Alianza para el Progreso, reuniendo así los 27 votos mínimamente necesarios para presentar una moción multipartidaria ante el Congreso de la República, lo que se hizo el 8 de marzo de 2018.
El 15 de marzo se sometió a debate la admisión de dicha moción en el pleno del Congreso, siendo el resultado 87 votos a favor, 15 votos en contra y 15 abstenciones. La moción recibió el respaldo de todas las bancadas, a excepción de Peruanos por el Kambio y de congresistas no agrupados, entre ellos, los tres ex oficialistas y el bloque de Kenji Fujimori. La Junta de Portavoces programó el debate del pedido de vacancia presidencial para el jueves 22 de marzo.
Un informe reservado de la Unidad de Inteligencia Financiera (UIF) remitido al Ministerio Público y a la Comisión Lava Jato del Congreso se filtró al conocimiento público. Ese documento de 33 páginas revelaba que desde las empresas y consorcios vinculados al Grupo Odebrecht se habían hecho transferencias hacia Westfield Capital, la empresa unipersonal de PPK, por 1.893.841 dólares, es decir, un millón y pico más de lo que se conocía hasta el momento. La filtración de este informe, que se presume fue hecho desde la Comisión Lava Jato presidida por Rosa Bartra, habría sido con la intención de mellar aún más la credibilidad del presidente de la República, aunque agregaba poco a lo que ya se sabía. Pero el golpe mortal para PPK vino unos días después.

### Escándalo de los mamanivideos
El 20 de marzo de 2018, la bancada de Fuerza Popular mostró las pruebas de que el gobierno estaba comprando el apoyo de congresistas para que votaran en contra la vacancia presidencial, un rumor que ya había circulado durante el primer proceso. Se trataba de un conjunto de vídeos donde se observan las conversaciones que habían realizado los legisladores Bienvenido Ramírez y Guillermo Bocángel (de la bancada de Kenji Fujimori) para intentar convencer al congresista Moisés Mamani (de Puno) a no sumarse a apoyar la vacancia presidencial. En uno de los videos se ve a Kenji Fujimori en una reunión con Mamani, en la que también se encuentra Bienvenido Ramírez. Este último hace una serie de ofrecimientos al parlamentario puneño para que pudiera agilizar obras y proyectos para su región, a cambio de sumarse a su grupo y apoyar a Kuczynski. En otro video se ve a Bocángel hablando sobre el control administrativo del Congreso, una vez que accedan a la Mesa Directiva. Y en un tercer video, se ve a Alberto Borea Odría, abogado de Kuczynski en el tema de la vacancia, explicando a Mamani sobre aspectos de ese proceso y dándole el número telefónico de un ministro de Estado.
Pocas horas después, los fujimoristas dieron la estocada final, al difundir un conjunto de audios, en los que se escucha al ministro de Transportes y Comunicaciones, Bruno Giuffra ofrecer a Mamani obras a cambio de su voto para evitar la vacancia. La prensa resaltó una frase de Giuffra en la que dice: «compadre, ya sabes cómo es la nuez y qué cosa vas a sacar», presumiblemente haciendo referencia  a los beneficios que sacaría Mamani si votaba en contra de la vacancia.

### Renuncia Presidencial
La revelación de esos videos y audios causó mucha conmoción en el ambiente político. Hasta entonces, se preveía que la votación para lograr la vacancia estaría muy ajustada y que incluso PPK podría nuevamente salir airoso como había ocurrido en el primer proceso. Pero los mamanivideos determinaron que varios congresistas que hasta entonces habían manifestado su abstención (entre ellos los tres ex oficialistas) se plegaran a favor de la vacancia, y así lo dieron a conocer abiertamente. Ante el escenario previsible que le aguardaba en el debate programado para el Congreso el día 22, Kuczynski optó renunciar a la presidencia de la República, enviando la carta respectiva al Congreso, y dando un mensaje a la Nación transmitido a las dos y cuarenta de la tarde del día 21 de marzo de 2018.

Pienso que lo mejor para el país es que yo renuncie a la presidencia de la República. No quiero ser un escollo para que nuestra nación encuentre la senda de la unidad y la armonía que tanto se necesita y que a mí me negaron. No quiero que la patria ni mi familia sigan sufriendo con la incertidumbre de los últimos tiempos.(...) Habrá una transición constitucionalmente ordenada.
Kuczynski, en su mensaje de renuncia a la presidencia de la República. Lima, 21 de marzo de 2018.

La Junta de Portavoces del Congreso, si bien rechazó los términos de la carta de renuncia de Kuczynski, que consideró nada autocrítica, aceptó la misma y programó para el día 22 de marzo, a partir las cuatro de la tarde, un debate en el Congreso para evaluar la renuncia, el mismo que continuó al día siguiente. Aunque un sector de congresistas de la izquierda sostenían que no se debía aceptar la renuncia de Kuczynski y que el Congreso debía proceder a la vacancia por incapacidad moral, la mayoría de congresistas consideraron que se debía aceptar para cerrar de una vez la página. Al hacerse público el texto preliminar de la resolución del Congreso en el que se le señalaba a Kuczynski como «traidor a la patria», este anunció que retiraría su carta de renuncia si se mantenía ese calificativo. La Junta de Portavoces decidió entonces omitir esa expresión. La renuncia fue aceptada con 105 votos a favor, 12 en contra y 3 abstenciones. Instantes después se procedió a la juramentación de Martín Vizcarra, recién llegado de Canadá, como nuevo presidente constitucional de la República.

## El Niño Costero

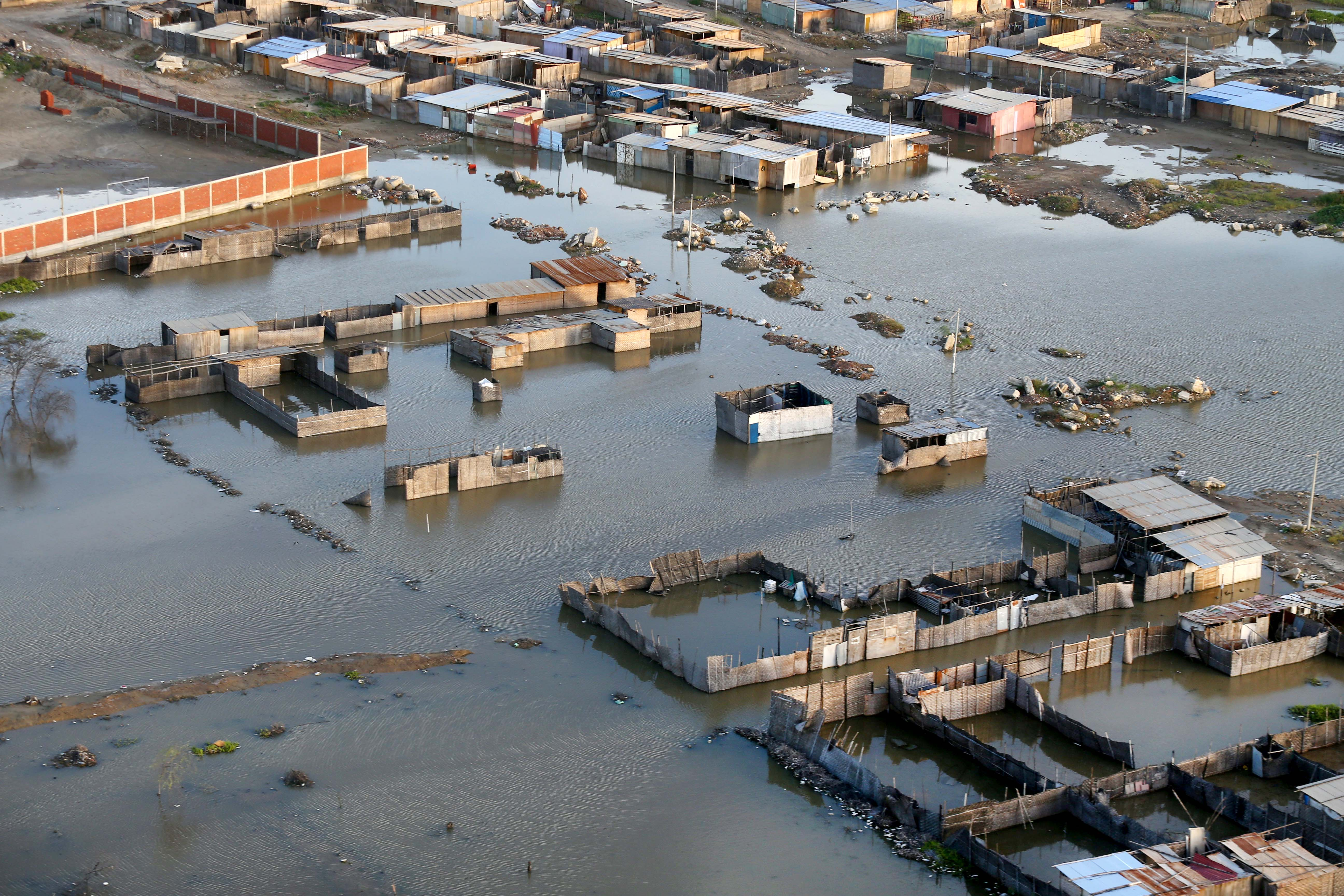
Un sector del distrito de Castilla, Piura, afectado por las inundaciones provocadas por el Niño Costero.

A principios de 2017, la costa norte del Perú empezó a sufrir los estragos del llamado Niño costero, que se acentuó a partir de febrero. Este es un fenómeno atípico, que se presenta casi sin previo aviso. A diferencia del fenómeno del Niño típico, que impacta a toda la cuenca del Pacífico, afectando incluso al clima a escala planetaria (y cuyos últimos devastadores exponentes han sido los de 1983 y 1997-98), el niño costero es focalizado, pues solo afecta a la costa del Perú y Ecuador. Un evento similar ocurrió en 1925, que fue el preludio del Niño de 1926, el cual es considerado como el tercer mega-niño en importancia del siglo XX, solo por debajo de los de 1983 y 1997-98.
Característica de este fenómeno son las intensas lluvias. Estas son ocasionadas por el calentamiento del mar frente a la costa norte del Perú, hasta los 29 °C, cuando lo normal es de 22.º o un poco más; esto hace que se evaporen las aguas formando así nubes que luego se precipitan como lluvias en el litoral. Las lluvias provocan a la vez corrimientos de tierra o huaicos, y desbordes de río o inundaciones, afectando severamente a las poblaciones asentadas a su paso.

### Zonas afectadas
Los daños más graves se verificaron en los departamentos del norte peruano: Tumbes, Piura y Lambayeque, que han soportado intensas lluvias, acompañadas a veces con tormentas eléctricas, provocando inundaciones, daños en las viviendas y destrucción de cultivos. Varios kilómetros de carreteras fueron también dañadas y mucho puentes inutilizados. Otros departamentos afectados han sido La Libertad y Áncash. En Trujillo, varias calles quedaron anegadas por el agua y el lodo; el canal madre de Chavimochic, de donde viene el agua potable que se distribuye a la ciudad sufrió una rotura, por lo que dicho servicio fue suspendido. Huarmey quedó completamente inundada por el desborde del río del mismo nombre. En la provincia de Lima, los desbordes de los ríos Chillón, Rímac, Huaycoloro y Lurín, afectaron a varias localidades ribereñas, siendo las más afectadas: Cajamarquilla, Carapongo, Huachipa y Chosica.
El abastecimiento de agua potable de la capital peruana quedó también afectado, pues al estar las aguas de los ríos cargadas de basura y lodo, se hizo más complicada la labor de captar el recurso hídrico, por lo que el Servicio de Agua Potable y Alcantarillado de Lima (Sedapal), restringió el servicio durante varios días. Otras provincias de Lima sufrieron también estragos: Huarochirí, donde la localidad más afectada han sido Santa Eulalia; y Cañete, cuya capital, San Vicente de Cañete, sufrió la crecida del río Pócoto.
Más al sur, los departamentos de Ica y Arequipa sufrieron también los embates de las lluvias y los desbordes de los ríos. En enero, la activación de las quebradas provocaron la inundación de la localidad de La Tinguiña (Ica). La ciudad de Arequipa sufrió restricciones en el servicio de agua potable, debido a la alta turbidez registrada en el río Chili, que dificultaba el sistema de tratamiento de la misma.

### Ayuda a los damnificados

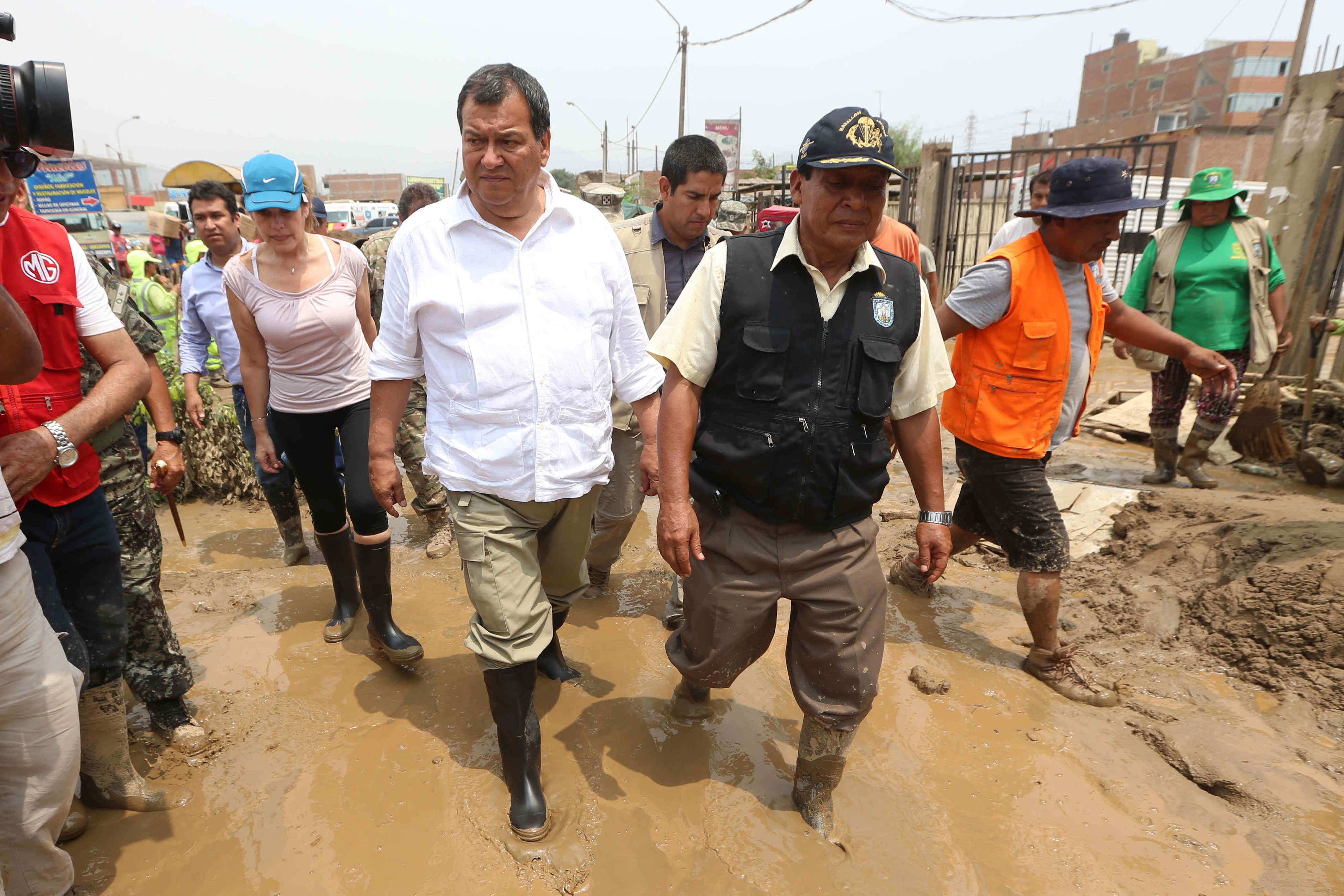
El ministro de Defensa Jorge Nieto Montesinos y la segunda vicepresidenta Mercedes Aráoz, supervisando las labores de limpieza y la entrega de alimentos a los damnificados, en la zona de La Encalada en Huachipa afectada por el desborde del río Huaycoloro.

Para atender la situación de emergencia se instaló el Centro de Operaciones de Emergencia Nacional (COEN), de cuya jefatura se encargó el ministro de Defensa Jorge Nieto Montesinos (6 de febrero de 2017). El presidente PPK anunció el 17 de marzo que se destinarían con prioridad 2.500 millones de soles para afrontar los desastres; también que se otorgaría facilidades a las municipalidades y gobiernos regionales para que ejecuten y agilicen las obras para la mejora de las zonas de desastre; así como flexibilidad a una serie de ministerios para que puedan reasignar las partidas presupuestales, siendo los sectores que contarían con mayor presupuesto los de Defensa, Saneamiento y Vivienda, Agricultura, Transportes, Producción, Salud e Interior.
También se designó a nueve ministros para que organizaran la ayuda a las distintas regiones afectadas: Alfonso Grados (Tumbes); Marilú Martens (Piura); Eduardo Ferreyros (Lambayeque); Cayetana Aljovín (La Libertad); Marisol Pérez Tello (Áncash); Ana María Romero-Lozada (distritos de Rímac, Cercado y San Juan de Lurigancho); Salvador del Solar (Huachipa y Carapongo); Gonzalo Tamayo (Chosica y Santa Eulalia); y Elsa Galarza (sur chico hasta Mala).
Como muestra de solidaridad hacia los damnificados, el gobierno creó el lema «Una sola fuerza», que empezó a ser usada por las instituciones y personas para convocar la ayuda de la ciudadanía. Se lanzó el portal unasolafuerza.pe (#UnaSolaFuerza) para dar información actualizada sobre la emergencia de los huaicos y lluvias que afectaban al país.

### La Reconstrucción con Cambios

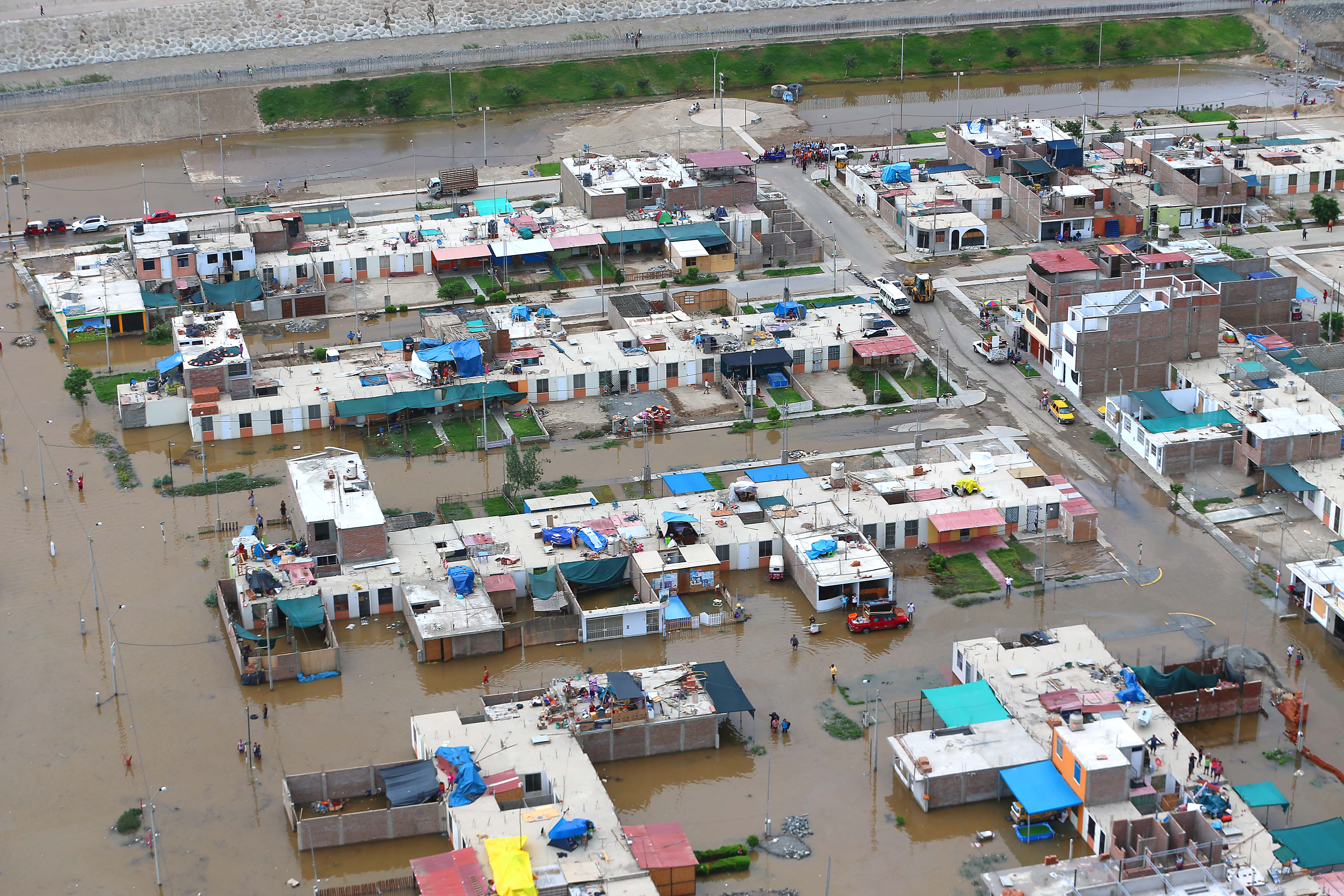
La localidad de La Tinguiña, Ica, afectada por las inundaciones.

Durante el régimen se creó la "Autoridad para la Reconstrucción con Cambios" con la finalidad de se encargara de planificar las reconstrucciones por desastres naturales, en relación con el caso del Fenómeno del Niño que ocurrió en el país durante su gobierno.
A mediados de abril de 2017 los estragos del Niño costero empezaron a amenguar. Para entonces, el número de los fallecidos en todo el territorio del Perú era de 113, los damnificados 178 701 y las personas afectadas 1 049 083. Las viviendas afectadas sumaban 237 906. A decir del ministro Gonzalo Tamayo, el impacto del fenómeno fue peor que el de un terremoto, ya que se activaron 1 500 kilómetros de emergencia simultánea.
El 5 de mayo de 2017 se anunció que la autoridad encargada de la reconstrucción sería Pablo de la Flor. El título de su cargo es: Director ejecutivo de la Autoridad para la Reconstrucción con Cambios. Según el Ministerio de Economía y Finanzas, se plantea gastar en la reconstrucción unos 20 mil millones de soles (unos 6 mil millones de dólares).
Al ser cuestionado por los gobernadores regionales por las demoras en los proyectos de la Reconstrucción, Pablo de la Flor renunció a su cargo a fines de octubre de 2017. Le reemplazó el economista Édgar Quispe.

## Reactivación de los Mega Proyectos

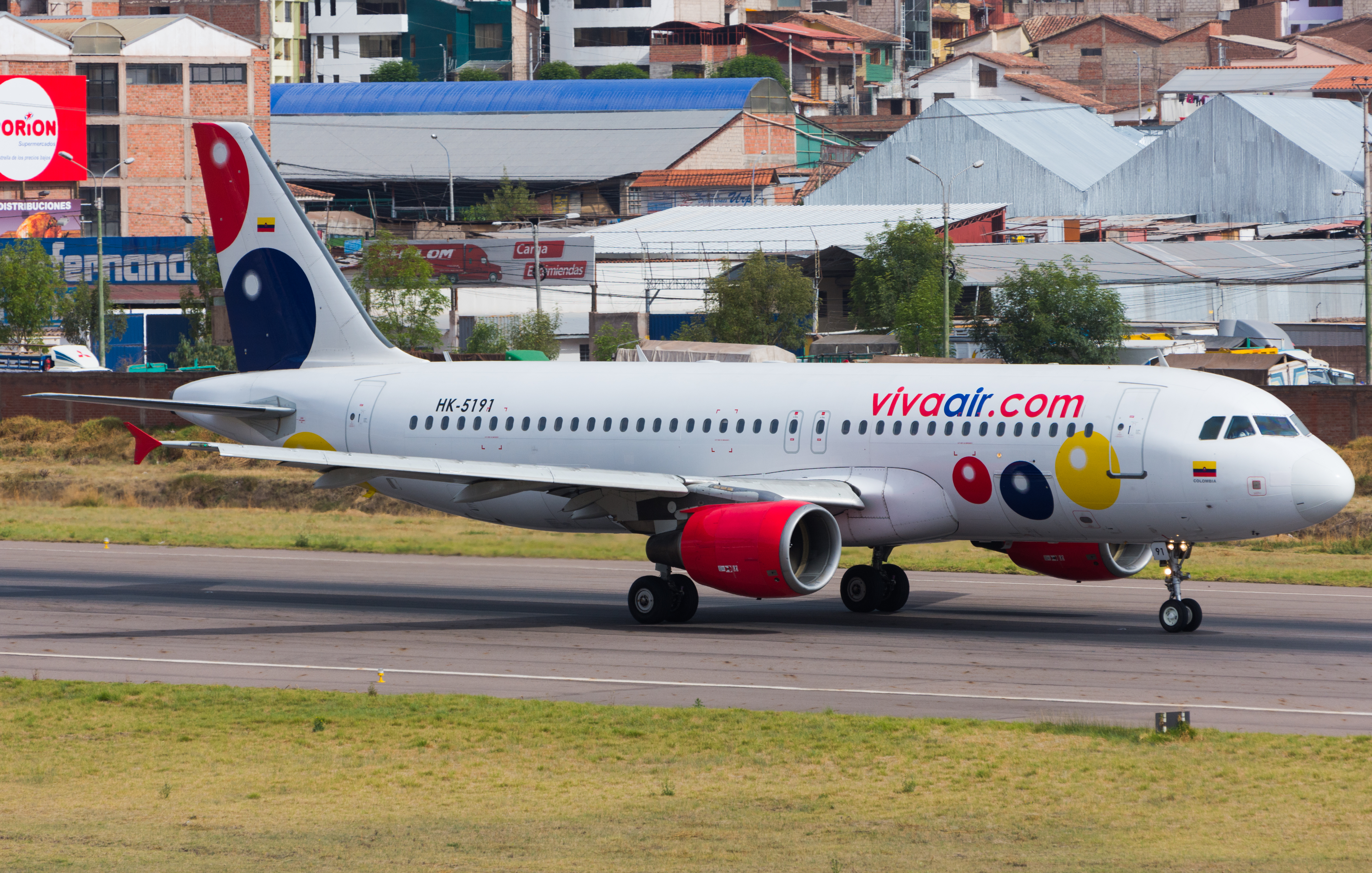
La Aerolínea Air Perú inicio sus funciones en el año 2017

Se destinó una inversión y destrabe de 170 obras de agua y saneamiento que ya empezaron y que beneficiarían a 1 millón de peruanos. Incluso solamente en Lima, el MVCS dio prioridad para la ejecución de 12 proyectos que transformarán 181 hectáreas de terrenos del Estado en espacios disponibles para la construcción de proyectos urbanísticos habitacionales. En el 2017, el MVCS identificó otras 200 hectáreas nuevas para la expansión de distintas ciudades, cautelando que los predios identificados no se encuentren en zonas de riesgo, a fin de que en ellos se puedan edificar viviendas seguras.

### Algunas obras públicas
- Se inauguró la ampliación de la refinería de Repsol en la Pampilla, realizada por Sacyr Industrial, que ayudará a incrementar el avance del petróleo.
- Se terminaron de construir las obras de pistas y veredas en el distrito de Ancón.
- Se inauguró la línea eléctrica de transmisión Carhuaquero-Cajamarca Norte-Cáclic-Moyobamba, en el departamento de San Martín.
- Se terminó de construir el Puente Pachitea, que une los pueblos de Puerto Súngaro y Puerto Inca en la región Huánuco.
- Se empezaron a construir y remodelar algunas obras emblemáticas para la celebración de los Juegos Panamericanos Lima 2019, como la Villa Panamericana.
- Durante su gobierno se inauguraron las operaciones de la nueva aerolínea Viva Air Perú.
- Se terminó el sistema de riego presurizado de Vizcachayoc, en la región de Ayacucho, que involucra la instalación de un programa de riego tecnificado por aspersión para 55 hectáreas.
- Destrabe y avance de Línea 2 del Metro, que ha incrementado su ritmo de avance de 1 kilómetro por año (iba a demorar 36 años en total) a 6 kilómetros por año.
- Se terminaron las obras de remodelación y cuidado en la Reserva Nacional de Paracas.
- Se empezaron las Obras de encauzamiento y limpieza de ríos Piura y Chira.
- Se iniciaron las obras de servicio de Agua Potable en el distrito de Ate Vitarte en Lima.
- Destrabe de obras para la ampliación del Aeropuerto Jorge Chávez.
- Destrabe de apertura de 60 kilómetros de la Autopista del Sol: Trujillo – Sullana.
- Destrabe de inicio de obras de Aeropuerto Chinchero en Cusco,
- Se remodelaron las pistas y veredas de la plaza de Armas del distrito de Barranco.
- Se construyó el Centro Internacional de Prensa en la ciudad de Lima, que servirá como un entorno de concentración de periodistas.
- Se terminó el sistema de telacabinas de Kuélap, el primer medio de transporte en teleférico del país.
- Se inauguró un sistema de agua potable y alcantarillado para le región de Ventanilla.

## Seguridad Ciudadana

### Nueva Estructura de la PNP
La nueva estructura de la PNP que se planteó diferencia los niveles decisorios estratégicos de los ámbitos administrativo y operativo con la mira puesta en la recuperación de una estructura piramidal eficiente. Por esta reforma se eliminaron más de 100 cargos administrativos que eran ocupados por coroneles y se invitó al retiro a más de 800 oficiales de la PNP. Al mismo tiempo, de los 85 generales que se encontraron desde 2016, se han pasado a la situación de retiro a 37.

### El Programa de Recompensas "Que ellos se cuiden"

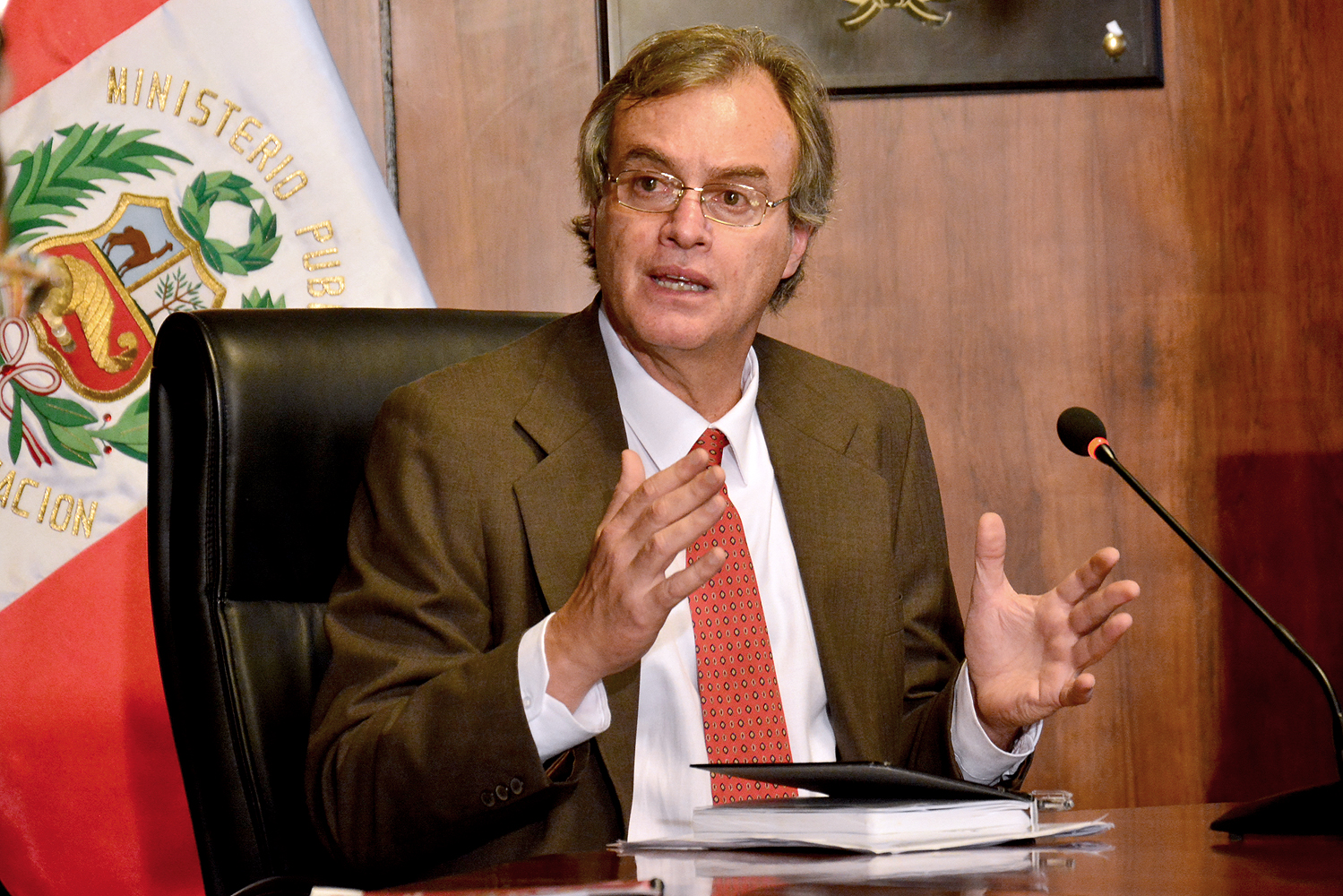
Carlos Basombrío, entonces ministro del Interior, fue quien planifico diversas campañas en contra de la delincuencia.

Durante el régimen, el Ministerio del Interior hizo una Aplicación masiva del Programa de Recompensas 'Que ellos se cuiden', para la captura de criminales en todo el Perú que estén prófugos de la justicia.
También se realizó la ampliación del programa de recompensas para que los ciudadanos tengan la posibilidad de colaborar con la justicia, brindando información a la Policía Nacional sobre la ubicación de personas requisitoriadas por delitos como robo agravado, homicidio, violación sexual, lavado de activos, corrupción de funcionarios, entre otros.
Asimismo, el ministerio del Interior garantiza a los ciudadanos que colaboren con la Policía Nacional, llamando a la línea gratuita 0800 40 007, que la información brindada será confidencial, por lo que su identidad y seguridad estarán totalmente protegidas. Además, se informó que este programa cuenta con un presupuesto de 1 millón 250 mil soles, según el Ministerio del Interior.

### Campaña "Celular Robado, Celular Bloqueado"
El Ministerio del Interior durante el 2017 puso en marcha la campaña nacional ‘Celular robado, celular bloqueado’, con el propósito de terminar con el robo de estos aparatos, que de un tiempo a esta parte se ha convertido en el delito más sufrido por la sociedad, pues no hay peruano que no haya padecido o tenga un familiar víctima de esta circunstancia.

## Industria y Pesca
- Incremento de los fondos de Innóvate Perú por US$ 100 millones para mejorar las capacidades para innovar en industria.
- 50 operativos de control para hacer cumplir la intangibilidad de las 5 millas para eliminar la pesca de arrastre.
- Reducción de Tarifas Eléctricas en zonas rurales de entre 18% y hasta 68%
- Impulso a la masificación en el uso del gas natural en los horages de menores recursos. A través del BONOGAS, que está en vigencia desde el 4 de octubre, se permite el financiamiento total y gratuito de las instalaciones de gas para las familias más necesitadas. Los hogares de ingresos medios-bajos devolverán solo el 25% del costo de instalación y los de ingresos medios, el 50%.

## Salud Pública

### Lucha contra la anemia
La lucha contra la anemia tuvo un trabajo articulado efectivo entre el Midis, el Minsa, el SIS, gobiernos regionales y locales (que con el FED, el Sello Municipal, el fortalecimiento de la acción comunitaria y la disponibilidad y entrega de los multimicronutrientes lograron reducir en 3 pp en 2015 la anemia). La estrategia del Minsa hoy compromete una meta de reducción de anemia más ambiciosa y eso es importante.
Pero, desde el Midis, la Resolución 114-2017, que introduce una barrera de acceso a Cuna Más, es un despropósito. Ahora, para ingresar al programa, los padres tienen que presentar los resultados del tamizaje de anemia de los niños. Y, si los niños tienen anemia, deben presentar los tamizajes al mes, 3 meses y 6 meses o se le retirará del servicio. Esta indicación, basada en una guía clínica para servicios de salud, se presenta como avance en “coordinación sectorial”.
Si la intención es utilizar Cuna Más para reducir la anemia, el tamizaje no es la solución, señores. El tamizaje no reduce la anemia. Lo que reduce la anemia es el suplemento de hierro. Los niños deben recibir suplemento de hierro en forma universal con o sin tamizaje de la hemoglobina. Y por último: la real coordinación sectorial, no es ponerle la barrera de acceso al niño, a un servicio que le es esencial. La real coordinación demanda que el Estado implemente procesos que aseguren que las atenciones lleguen al niño-- al propio centro Cuna Mas, si necesario. Es inaudito que no se comprenda lo que significa “garantía de los derechos de los niños” en el propio Midis.

### Friajes Helados en la Población Vulnerable
Respecto al sector salud, se ha resaltado la fortaleza del sistema de vacunas con la administración de más siete millones de ellas antes de la llegada de las heladas y el friaje durante el 2017. Con la desparasitación de más de 4.5 millones de peruanos se ha emprendido una lucha contra la anemia y la desnutrición crónica. Ha señalado que el Seguro Integral de Salud (SIS) estaba creado para cubrir las necesidades de diez millones de personas; sin embargo, la base fue ampliada a 16 millones sin el financiamiento correspondiente. 
Se ha remarcado, que ese hecho es la causa de las quejas y los reclamos de la población. Ha destacado que se ha emprendido un proceso de reestructuración del SIS y que se apunta a establecer un eficiente intercambio de prestaciones entre el Ministerio de Salud y Essalud. El Presidente también anunció que el presupuesto de Salud será mayor en el 2018, que cumplirá con la escala salarial para los servidores de salud y que se fortalecerá el rol del Ministerio de Salud en las regiones.

## Aspecto Económico

### Política Macroeconómica
El gobierno de PPK no reconoció que el factor central de la caída de la inversión privada y del crecimiento económico, ha estado asociado al fin de los altos precios de los bienes de consumo. Se desperdició una vez más la oportunidad histórica, para generar nuevos motores de crecimiento y capacidades productivas internas, diversificando la economía y las exportaciones, aumentando la productividad y los ingresos con mayor inversión en ciencia, tecnología e innovación.
Había una tendencia recesiva, pero el gobierno inició su gestión económica con un grave error, implementando una política macroeconómica restrictiva. En el plano fiscal, se dio un sobreajuste cuando se requería lo contrario (teniendo recursos para hacerlo), mientras la política monetaria no redujo la tasa de interés para reactivar la economía.

### Sobre el aumento del PBI
El ritmo de crecimiento de la economía peruana fue bastante modesto durante el gobierno de Kuczynski. Dijo que si bien los sectores generadores de empleo (construcción, comercio y servicios) actualmente están recuperándose, todavía crecen a tasas menores a las de julio de 2016.
En los últimos doce meses el PBI ha crecido 2,3%, incluyendo enero. Esta cifra es menor a lo registrado a fines de 2016, cuando el ritmo de crecimiento se acercaba al 3%. El consumo representa (2016-2018) entre el 70 y 75 por ciento del PBI. Al no moverse mucho el consumo, tampoco se ha movido la economía y por eso hemos crecido 2,5% el año pasado, que es una cifra bien magra si tomamos en cuenta que el entorno externo ha sido bastante favorable.

### Aumento del Sueldo Mínimo
Unas horas antes de renunciar al cargo, el presidente decidió subir el sueldo mínimo de 850 a 930 soles, el aumento del salario mínimo de 80 soles, había sido propuesto en su momento el Ministerio de Economía y Finanzas (MEF). El incremento de la RMV se aplicó desde el 1 de mayo de 2018 en las micro empresas inscritas en el Registro Nacional de la Micro y Pequeña Empresa (Remype).
Hay que recordar que el último aumento del sueldo mínimo fue en el gobierno de Ollanta Humala antes de dejar el cargo, en mayo de 2016, cuando lo subió en 100 soles de 750 a 850 soles.

### Política Laboral
Se reactivó el Consejo Nacional de Trabajo y promoción del empleo (CNTPE) para la formalidad, productividad y garantía de los derechos laborales. Incluso se destinó mediante un de proyecto de ley para adelantar las transferencias de recursos públicos a los Gobiernos Regionales y Locales antes de fin de año y en marzo.

## Política Educativa

### Educación para Todos
En el 2017, fueron matriculados 7.729.936 estudiantes, de los cuales 74,3% lo hicieron en instituciones públicas y cerca de 25% en colegios privados. De ellos, un abrumador 83,6% de estudiantes pertenecían al ámbito urbano y solo el 16,4% al mundo rural. 

### Aumento de Sueldo para los Maestros
El Decreto Supremo N.° 070-2017- EF, que incrementa la remuneración íntegra mensual de los docentes, mediante una inversión de S/ 541 millones, se aumentó las remuneraciones de 233.978 docentes nombrados en 15%. Ello ha significado la elevación del salario básico a S/ 1.780. Se estimaba que, para este año año el piso salarial llegará a S/ 2.000.

### Creación de la Universidad Nacional de Música
En el año 2016, bajo el liderazgo y gestión de su directora general, la Maestra Carmen Escobedo Revoredo, se logró la dación de la Ley N.º 30463, Ley que Declara de Interés Nacional y Necesidad Pública la Construcción de la Sede del Conservatorio Nacional de Música.
En el 2017, también por gestión de la Maestra Escobedo e iniciativa legislativa del entonces Congresista de la República Francesco Petrozzi (Presidente de la Comisión de Cultura y Patrimonio Cultural), se consiguió en el Pleno del Congreso de la República (por votación unánime de 100 votos a favor) la dación de la Ley N.º 30597, Ley que Denomina Universidad Nacional de Música al Conservatorio Nacional de Música, lográndose de esa manera su plena y merecida inclusión dentro del Sistema Universitario Nacional. La Universidad Nacional de Música es la primera universidad pública dedicada exclusivamente a la música en Hispanoamérica.

### Mejoras Educativas
- Identificación de 6 Institutos Superiores Públicos que fueron convertidos en Institutos Tecnológicos de Excelencia (ITEs).
- Culminación y aprobación del Plan Maestro de Infraestructura, Operaciones y Gestión de los XVIII Juegos Panamericanos y VI Juegos Parapanamericanos 2019.
- Concurso de 13,000 plaza de directores y subdirectores para continuar con la Reforma Educativa.

## Política Deportiva

### Avances de los Juegos Panamericanos Lima 2019

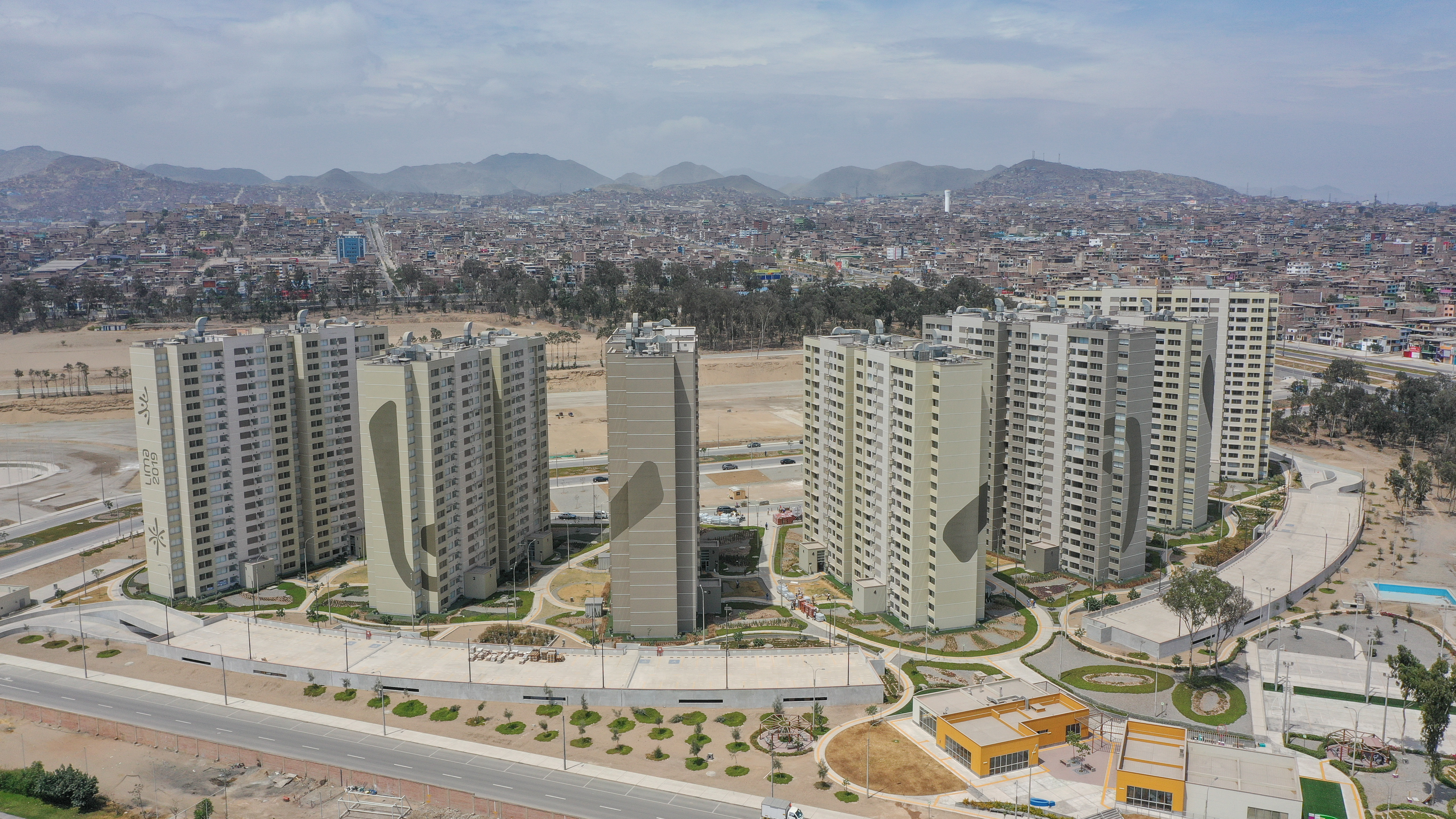
Villa Panamericana de Lima.

El presidente Pedro Pablo Kuczynski aseguró que los Juegos Panamericanos de 2019 se realizarán en Lima de todas maneras, ello "a pesar de editoriales que nos dicen que no hay que hacer los Panamericanos aquí, que es un desperdicio de dinero, los vamos a hacer". Esto por pedidos de la bancada de Fuerza Popular y el entonces, alcalde de Lima, Luis Castañeda Lossio, quienes pidieron que se suspenda el mayor evento deportivo del país.
Adicionalmente en septiembre de 2016, se eligió al empresario, Carlos Neuhaus como Organizador de los Juegos Panamericanos Lima 2019, quien tendrá que encargarse de la organización del mega evento deportivo.
Durante el régimen, se avanzaron tres obras emblemáticas de este evento: la primera de ellas, es la villa olímpica o panamericana con visos comerciales porque si se diseñan bien los departamentos quedarán para luego ser vendidos. Se empezó a construir en septiembre de 2017, por orden del Presidente Kuczynski que eligió como lugar de obra, el distrito de Villa el Salvador. También se arreglo la Villa Deportiva de Lima (Videna), y se hicieron algunos ajustes al Estadio Nacional.
En junio de 2017, después de más de mil presentaciones, el comité organizador reveló las tres últimas en la competencia por ser la mascota de los juegos. Los tres diseños finales fueron: Milco, que estaba influenciado por las esculturas de Cuchimilco, una flor de Amancaes llamada Amantis y Wayqi, un gecko con las puntas de las hojas. En julio de 2017, se anunció que Milco fue el ganador del concurso, recibiendo el 45% de los votos. Hubo aproximadamente 44.154 votos emitidos en el concurso, la mayor cantidad jamás realizada para una competencia de mascotas para los Juegos Panamericanos. El diseñador ganador de la competencia recibió S/.15,000 Soles (o aproximadamente $ 4,600 USD). El cuerpo de Milco es anaranjado y el color de su corto es rojo, representando la bandera peruana.
Se inauguró a inicios de 2018, la entrega formal del terreno donde se construyó el nuevo polideportivo de Villa El Salvador. El recinto está ubicado muy cerca de la Villa Panamericana, en pleno corazón del distrito, y tiene un área total aproximada de 18,700 metros cuadrados distribuido en dos bloques: uno para competencias y otro para calentamiento y entrenamiento. También, en marzo de 2018, el presidente del Comité Organizador firmó un convenio de cooperación institucional con el rector de la Universidad Nacional Mayor de San Marcos, Orestes Cachay, oficializando al estadio de dicha universidad como sede para los juegos de 2019.

### Clasificación al Mundial de Fútbol "Rusia 2018"
La Selección Peruana de Futbol, dirigido por Ricardo Gareca, venció en noviembre de 2017 a Nueva Zelanda por 2-0, y se convierte en el país que se clasifica para el Mundial Rusia 2018 en el último día y el último partido de las eliminatorias, dejando a Chile fuera del evento deportivo en Moscú.

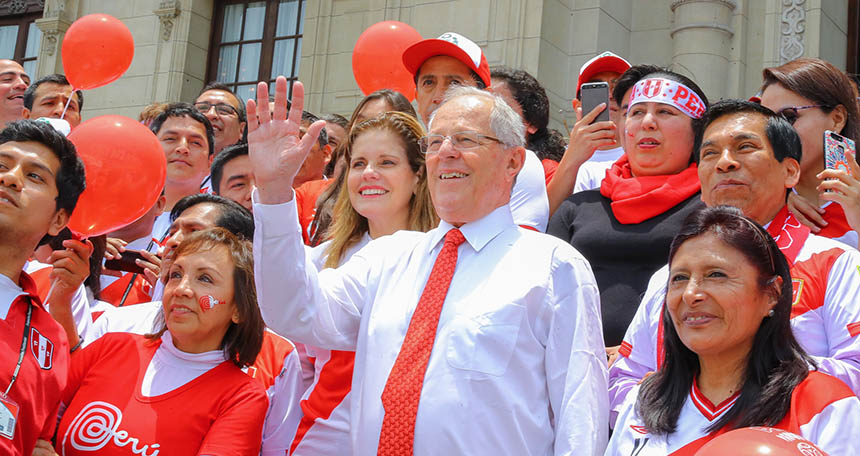
Kuczynski saludando con sus simpatizantes afuera de Palacio de Gobierno celebrando la clasificación de Perú en el Mundial

Desde el Mundial España 1982, el país andino no había vuelto a este torneo. Los años de corrupción de Manuel Burga como presidente de la federación peruana de fútbol fueron un obstáculo para el trabajo deportivo. Dicha fase terminó en 2015 cuando decenas de dirigentes fueron involucrados en una trama de irregularidades de la FIFA. Perú es el trigésimo segundo país en lograr una plaza en la Copa del Mundo, gracias a las anotaciones del delantero Jefferson Farfán a los 27 minutos y de Christian Ramos a los 64.
Niños y jóvenes han apoyado en estas semanas al equipo peruano vistiendo, en la escuela y el trabajo, la camiseta de la selección, esta noche han celebrado volcándose a las calles y plazas. Les será familiar la mascota de Rusia 2018, Zabivaka, el lobo. Y podrá pasar al olvido el personaje de la naranjita de España 82, el viejo recuerdo de las generaciones que atestiguaron a la selección que capitaneó el futbolista Teófilo Cubillas.

## Tecnología y Transportes

### Lanzamiento del Satélite Perú-Sat 1

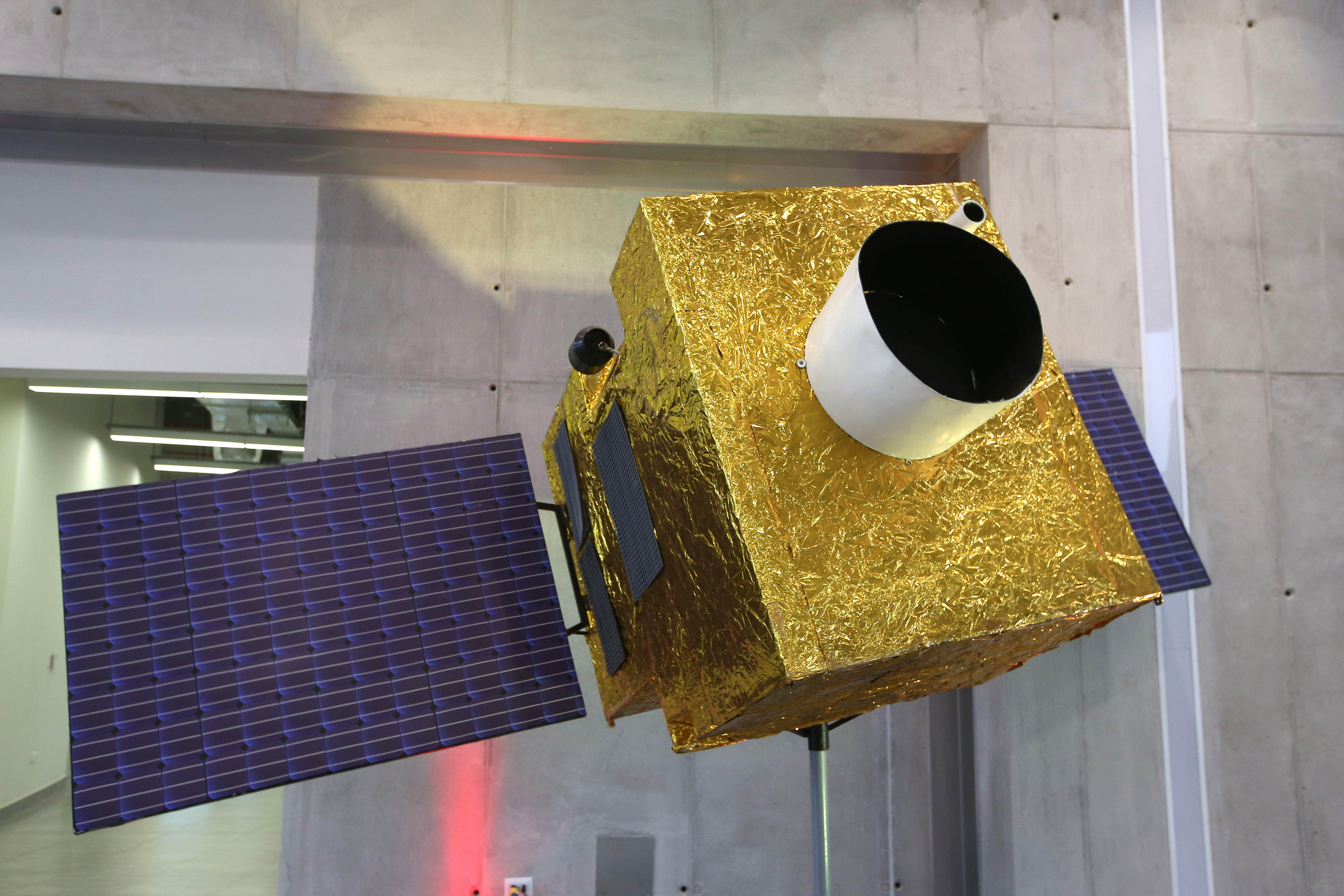
Representación del Satélite PeruSat-1

El 15 de septiembre de 2016 a las 8:43 p. m. (tiempo de Perú) el PeruSat-1 fue lanzado desde la base de Arianespace en Kourou, Guayana Francesa, por medio del cohete Vega, junto con el satélite Terra Bella. El lanzamiento fue seguido por las autoridades peruanas desde el Centro Nacional de Operaciones de Imágenes Satelitales (CNOIS) de Perú, ubicado en el balneario de Pucusana, en el sur de Lima.
Luego de una etapa de pruebas y calibración realizada de manera conjunta entre personal técnico del fabricante y los ingenieros peruanos responsables, el 8 de diciembre de 2016 el Ministerio de Defensa anunció que el gobierno de Francia entregó al Perú el control y la operatividad total del Perú SAT-1.

### Programa "Conversando con el Presidente"
Durante el gobierno se inauguró programa informativo “Conversando con el Presidente” que conducía el mandatario Pedro Pablo Kuczynski, que era canal de comunicación directo entre las autoridades y los ciudadanos.
Otro de sus objetivos, era informar sobre los avances que presentan los diferentes sectores del Estado en beneficio de la población. El programa televisivo salió cada 15 días y tuvo como invitados a ministros de Estado y autoridades encargadas de brindar servicios a la ciudadanía. En los siguientes programas se abordarán temas de salud, economía, entre otros. A través del espacio informativo, la población pudo conocer las acciones concretas, así como los planes y opiniones de las autoridades en las diversas localidades del país.
El espacio informativo "Conversando con el Presidente" tuvo una duración de 20 minutos por cada edición. Su difusión fue gratuita, es decir, el contenido se entregó a los canales de televisión para que ellos lo emitan de acuerdo a su criterio, de manera libre.

## Aspecto social

### Protesta contra el contenido del Currículo Escolar

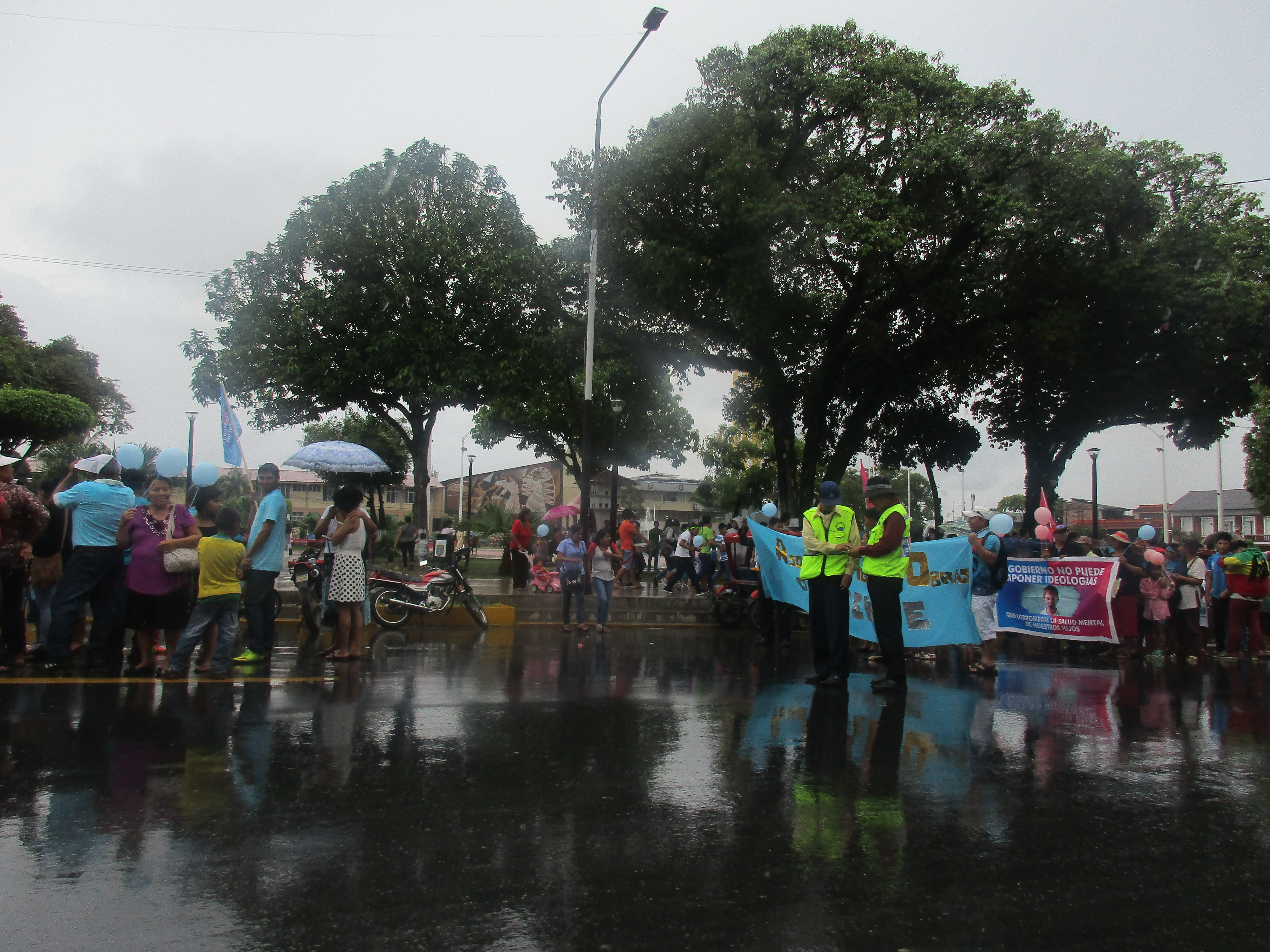
Miembros del CMHNTM en una marcha en la plaza 28 de Julio de Iquitos, 4 de marzo de 2017

A principios de 2017, la puesta en vigencia del Currículo Nacional Escolar 2017, desencadenó la formación de un colectivo autodenominado Con mis hijos no te metas (CMHNTM) para cambiarlo con base en el argumento de que este promueve la homosexualidad.
En respuesta, la ministra de Educación Marilú Martens aseveró que en los nuevos contenidos el Currículo busca el respeto hacia la diversidad en la sociedad, promoviendo la igualdad de género, en el sentido de igualdad de oportunidades, derechos y responsabilidades para hombres y mujeres sin distinción.
Otros defensores del Currículo hicieron notar el hecho de que las críticas del CMHNTM parten de una confusión de conceptos, sobre el sexo biológico (hombre y mujer), la identidad de género y la orientación sexual. Estas respuestas y otras similares dadas por los voceros del gobierno, fueron consideradas como arrogantes por los dirigentes del colectivo CMHNTM, ya que, según ellos, se aprovecha de valores tan preciados como la igualdad y el respeto para hombres y mujeres, para meter de contrabando y de manera solapada la “ideología de género” en el Currículo.
Como protesta, el CMHNTM organizó una marcha el 4 de marzo de 2017, que se desarrolló a nivel nacional, congregando a un total de 68.340 personas en todo el país, de los cuales 25 mil estuvieron en Lima. Poco después, la ministra Martens anunció la realización de algunos cambios en el Currículo escolar, a fin de precisar conceptos que pudieran ser confusos a los padres, pero dejando en claro que se mantenía inalterable el enfoque de la igualdad de género.

### Huelga magisterial

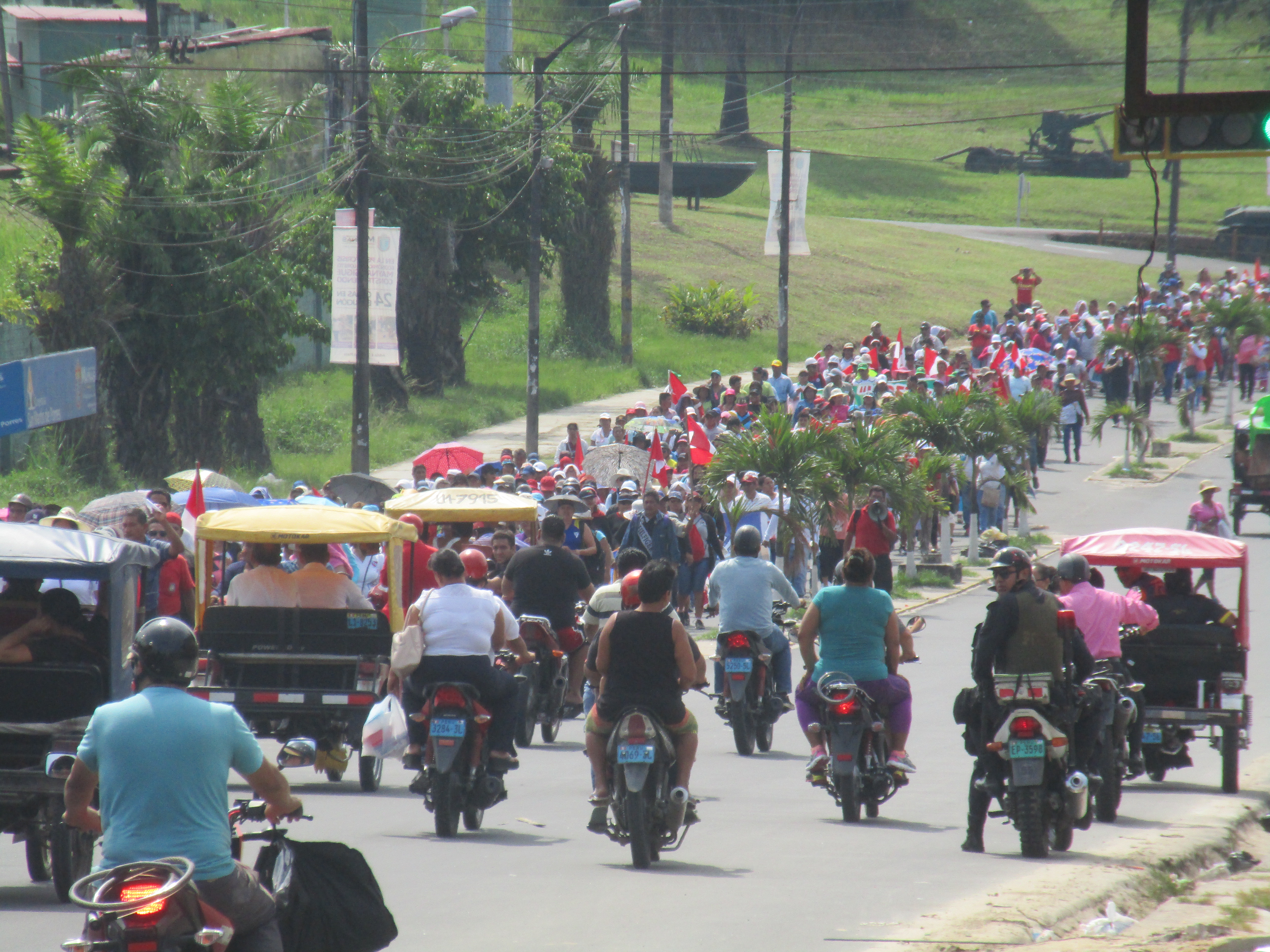
Profesores bloquean la avenida José Abelardo Quiñones en Iquitos, 10 de agosto de 2017.

Una de las promesas de la campaña electoral de Kuczynski fue el aumento de los salarios de los maestros en todos los niveles. En marzo de 2017, por Decreto Supremo N.º 070-2017-EF, se oficializó el aumento para los docentes nombrados, pasando el salario mínimo de 1.554 soles a 1.780 soles, con la promesa añadida de que para marzo de 2018 se elevaría 2000. En lo que respecta a los contratados, se dispuso que los incrementos empezarían en noviembre de 2017.
Sin embargo, se alzaron las voces de protesta en el gremio magisterial, que aducían que la promesa de Kuczynski había sido que el aumento de 2000 soles sería desde 2017 y no desde 2018, y que en el 2021 debía llegar a 1 UIT, es decir a 4050 soles. Otros exigencias del gremio fueron el pago de la deuda social, la derogación de la Ley de Carrera Pública Magisterial, la nivelación de los maestros contratados con los nombrados y que el 10 % del PBI se dedicara al sector Educación.
El 15 de junio de 2017, estalló la huelga de maestros del Cuzco, alentada por el Sute-R, es decir, la sección regional del SUTEP. La ministra de Educación Marilú Martens respondió que lo que reclamaban los docentes era inviable, si se consideraba de manera realista el presupuesto. Las mesas de diálogos entre el equipo técnico del Ministerio de Educación y los representantes del gremio magisterial, auspiciadas por el Gobierno Regional, fracasaron sucesivamente, acusándose mutuamente de intransigencia.
El gobierno atribuyó la huelga a motivaciones políticas de los sindicatos, donde habrían infiltraciones de elementos extremistas, entre ellos el Movadef, fachada política de Sendero Luminoso. La huelga magisterial se extendió a 13 regiones, en cinco de las cuales se radicalizó: Puno, Madre de Dios, Moquegua, Apurímac, además del Cusco, que era el centro neurálgico. En respuesta, la ministra notificó a la Contraloría para que tomara las medidas necesarias para salvaguardar el servicio educativo, y demandó a los Gobiernos Regionales que procedieran a despedir a los docentes y contratar a otros, llegado el caso.
En busca de una solución a la huelga que ya llevaba más de mes y medio, se reunieron la ministra Martens, el primer ministro Zavala, los 25 gobernadores regionales y la Dirección Regional de Lima. Llegaron a un acuerdo que fue anunciado el 3 de agosto, que consistía en que el incremento de S/. 2000 se realizará desde diciembre de 2017 y ya no desde marzo de 2018. Con ello, se consideró solucionado el asunto y se anunció que las clases se reiniciarían el 7 de agosto.
Sin embargo, los maestros señalaron que ellos no se hallaban representados en los acuerdos con el gobierno, por lo que continuaron con la huelga. El 8 de agosto el gobierno firmó otro acuerdo, esta vez con el grupo de secretarios regionales del SUTEP (Sute-R), acordándose el levantamiento de la huelga en Cuzco, Lambayeque, Pasco y Lima Provincias. Pero en varias regiones se mantuvo la medida de fuerza (18 en total), debido a que las Bases del gremio magisterial no se consideraban debidamente representadas por el Comité Ejecutivo Nacional (CEN) del SUTEP, ni por el Sute-R. Fueron esas Bases, reunidas en el Comité Nacional de Lucha de las Bases del SUTEP y bajo el liderazgo de Pedro Castillo (quién años después sería Presidente de la República), las que en realidad acabaron manejando las movilizaciones de los maestros en todas las regiones. El mismo presidente PPK se ofreció como mediador, invitando a los delegados de los maestros a reunirse con él en Palacio para llegar a una solución, pero la huelga arreció aún más, con la llegada a la capital de los maestros huelguistas de las regiones, los que realizaron marchas en la ciudad y concentraciones en la plaza San Martín.

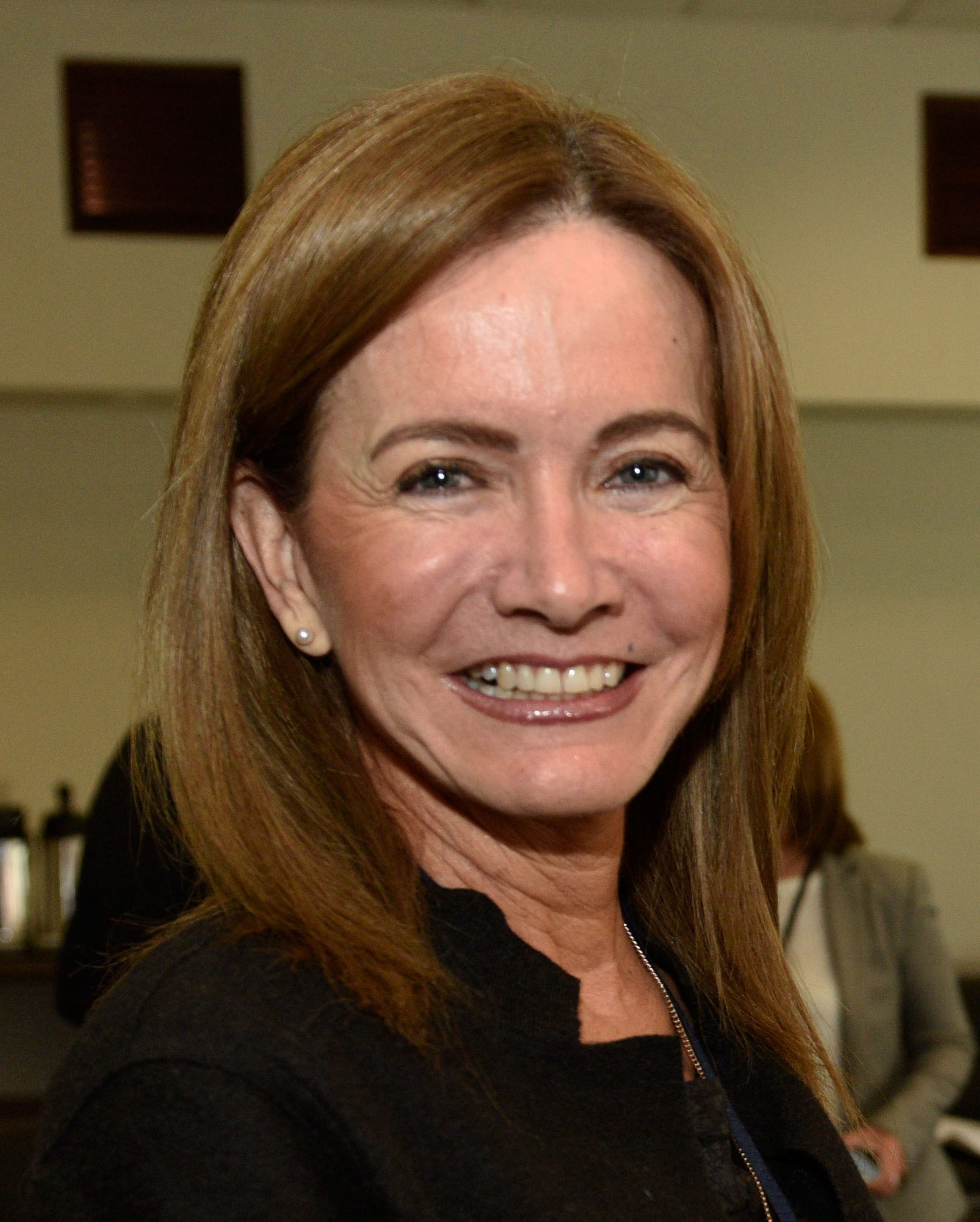
Marilú Martens, ministra de Educación

El día 16 de agosto, Martens se presentó a la comisión de educación del Congreso, donde se comprometió recibir a los representantes de las bases regionales. Estos aceptaron la invitación. La noche de ese mismo día, el presidente PPK, en un mensaje televisivo a la Nación, exhortó a los maestros a deponer la huelga y retornar a los colegios. Mientras que, el 18 de agosto, se inició el diálogo entre los especialistas del Ministerio de Educación y los dirigentes de los maestros, al que se sumaron cinco congresistas representantes de las diversas bancadas (exceptuando la de Fuerza Popular), que fueron en calidad de veedores, pero acabaron convirtiéndose en intermediarios.
Tras cuatro días de reuniones, se avizoraba un preacuerdo en el que figuraba que el aumento de S/2000 empezaría en noviembre de 2017, que se nivelaría a maestros contratados con los nombrados tanto en salarios como en beneficios sociales, se programaría el pago de la deuda social, se permitiría la jubilación voluntaria de los maestros a partir de los 55 años de edad, entre otros beneficios para el sector magisterial. Sin embargo, cuando se esperaba solo la firma del acuerdo, los maestros anunciaron que no lo harían, cuestionando el hecho de que la ministra no los había recibido personalmente y se había servido de los congresistas como intermediarios. Pero según el informe de los congresistas, fue debido a que los maestros insistieron en que la evaluación de los docentes se suspendiera indefinidamente y ese fue el punto en el que el Ministerio de Educación no quiso dar el brazo a torcer, al considerar que la meritocracia en la carrera magisterial era algo no negociable. Luego se aclaró que los maestros en realidad no se oponen a las evaluaciones, sino al procedimiento que se pretende aplicar, al que calificaron de tener un carácter subjetivo. Se señaló también al ministro del Interior Carlos Basombrío Iglesias de haber sido un elemento perturbador en las negociaciones, por sindicar al líder de las bases, Pedro Castillo, como cercano al senderista Movadef, y por decir que el gobierno no negociaría con esa clase de elementos.
Pese a que un gran sector del profesorado mantenía la huelga, el 24 de agosto el gobierno dio un decreto supremo oficializando los beneficios mencionados en el preacuerdo, y se advirtió a los maestros que si no retornaban a las aulas a partir del 28 de agosto se procedería a la contratación de nuevos maestros. En la semana siguiente, se sucedieron las marchas de los maestros en la capital, que incluyeron enfrentamientos violentos con la policía. Hasta que el 2 de septiembre, el dirigente Pedro Castillo anunció la suspensión temporal de la huelga, según acuerdo tomado en el Congreso Nacional Extraordinario de los SUTE regionales.

### Protección de la Mujer y del Adulto Mayor
El MIMP extendió en 150% la atención de la línea 100 para que las víctimas de violencia de género denuncien a sus agresores y reciban apoyo legal y psicoló- gico oportuno. Las llamadas efectivas atendidas aumentaron en 86% de julio de 2016 a mayo de 2017 y las llamadas recibidas pasaron de 93.794 mensuales en julio de 2016 a 163.694 en mayo de 2017.
Por resolución ministerial del MIMP, en el 2017 se creó la Red Nacional de Personas Adultas Mayores, que busca mejor la calidad de vida, crear entornos sociales favorables y promover nuevas políticas, planes y servicios para las personas adultas mayores (PAM).

### Huelgas en el sector Salud
El 4 de julio de 2017, los médicos del Ministerio de Salud empezaron una huelga nacional indefinida para exigir una serie de mejoras en su sector. La medida paralizó la atención en diversos servicios, con excepción de las unidades de cuidados intensivos y emergencia. Entre los reclamos de la Federación Médica Peruana figura el incremento del presupuesto para el sector Salud y para el Seguro Integral de Salud (SIS). También exigieron la renuncia de la ministra de Salud Patricia García Funegra, a quien se responsabiliza de la situación paupérrima del sector, por no haber pedido mayor presupuesto para el año 2017, lo que ha generado el desabastecimiento de medicinas, reactivos y equipos. El 9 de agosto, luego de una reunión de los representantes de la FMP con el primer ministro Fernando Zavala y la ministra Patricia García, se levantó la huelga, tras acordarse un aumento del presupuesto para el sector salud que implica alzas salariales y mayor abastecimiento de medicinas e implementos en los centros de salud, entre otros acuerdos.
Asimismo, la Federación de Enfermeras del Ministerio de Salud del Perú (Fedeminsap), que reúne a las enfermeras que trabajan en los establecimientos pertenecientes a la red del Ministerio de Salud (Minsa), iniciaron el 8 de agosto de 2017 una huelga indefinida en todas las regiones, en demanda de un aumento del presupuesto del sector Salud y del SIS, la aprobación de una nueva escala salarial, la implementación de cargos jefaturales de enfermería, y el incremento del número de enfermeras contratadas. Finalmente, el 19 de agosto, luego de varias sesiones de diálogo entre el Ministerio de Salud y la Federación, se llegó a un acuerdo, levantándose la huelga a nivel nacional.
También se desató una huelga nacional de obstetras, que duró 13 días, de 3 a 16
de agosto de 2017.

### Paro agrario de 2018
El 9 de enero de 2018 se inició en gran parte del territorio peruano un “paro agrario” por parte de medianos y pequeños agricultores independientes que exigían al gobierno declarar al sector agrícola en estado de emergencia, debido a la serias deficiencias en la producción y el comercio, especialmente en el sector de la papa, cuyo precio se había derrumbado afectando severamente a los productores. Según los entendidos, ello se debió a que, como consecuencia del fenómeno del Niño, habían coincidido las siembras y cosechas de la papa en las diversas regiones, ocasionando una sobreproducción.
El 30 de enero de 2018 las manifestaciones se tornaron violentas y se expandieron a otros departamentos, ocasionando bloqueos de carreteras y serios daños materiales. Se produjeron enfrentamientos entre la policía nacional del Perú y los manifestantes que dejaron como saldo dos muertos, uno en Huancavelica y otro en Pasco. El 2 de febrero el gobierno llegó a un acuerdo con la Comisión Nacional de Productores de Papa, comprometiéndose a comprar el excedente de papa blanca. Aunque otras dirigencias en Huánuco, Ayacucho y Apurímac, no aceptaron ese acuerdo y continuaron las protestas.

### Censo Nacional de 2017

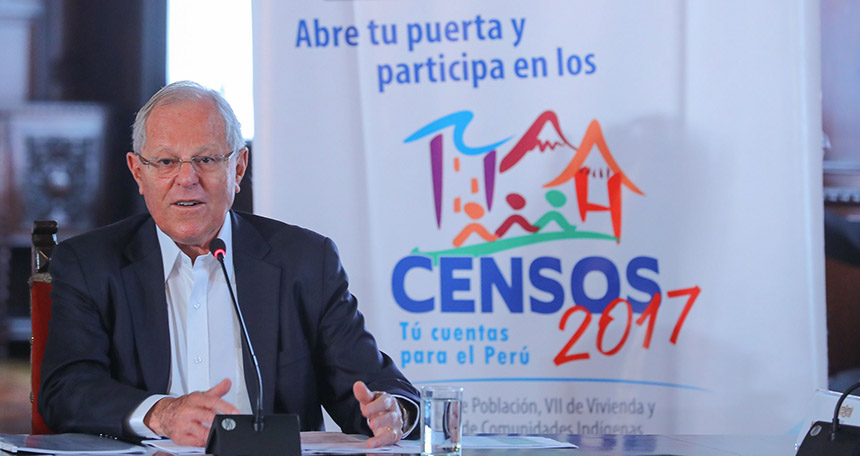
El expresidente de la República Pedro Pablo Kuczynski invitando a la población a participar en el censo de 2017

El 22 de octubre de 2017 empezó el XII Censo de Población, VII de Vivienda y III de Comunidades Indígenas, que culminó el 5 de noviembre. El ente encargado de su realización fue el Instituto Nacional de Estadística e Informática (INEI). El cuestionario censal tenía 47 preguntas referentes a la vivienda y servicios básicos; al hogar; la migración del hogar y conformación de las familias; sobre enfoque de género, de discapacidad y de etnicidad. Para el censo urbano se declaró la inmovilidad de la ciudadanía el día 22 de octubre, pero en su desarrollo ocurrieron graves deficiencias, principalmente por la falta de capacitación de los censadores, en su mayoría jóvenes voluntarios. El costo de este censo se calculó en S/ 170 millones.

## Desastres Naturales

### Deslizamientos y Lluvias en el Sur
Un total de 23 víctimas mortales se registran en las regiones de Arequipa, Moquegua, Tacna y Puno por los desastres naturales ocurridos desde diciembre del 2016 a mayo del 2017, según el reporte de la evaluación de daños al 95 por ciento a nivel nacional, realizado por el Instituto Nacional de Defensa Civil (Indeci).
Encabeza la lista Arequipa con 17 fallecidos, le sigue Puno con 4, Moquegua con 1 y Tacna también con 1, indica el monitoreo actualizado al 15 de junio del 2017 y divulgado por el Centro de Operaciones de Emergencia Nacional (COEN). Añade que en Arequipa hay 48,914 personas afectadas, 2110 damnificadas y 11,687 viviendas afectadas.
Asimismo, en Moquegua se reportan 5216 afectados y 237 damnificados. Resultaron dañadas 1,276 viviendas. En Tacna, las personas afectadas suman 5,208 y las damnificadas 47. Se dañaron 2,333 viviendas. Igualmente, en Puno hay 72 personas damnificadas y 238 afectadas. Un total de 56 vivienda presentan daños.
Se incluye daños por deslizamientos, inundaciones, granizadas, lluvias, tormentas eléctricas, nevadas y huaicos.

### Incendio en Centro Comercial Internacional "Larcomar"
El 16 de noviembre de 2016, un incendio se produjo en una de las salas de cine de UVK, el cual se expandió por 2 salas del recinto. En el suceso murieron cuatro trabajadores del cine y dos bomberos resultaron heridos. Las faltas de seguridad como el fallo de los extintores y el hecho de que no se activaron los rociadores contra incendios provocaron la propagación del fuego. El centro comercial fue clausurado por motivos de seguridad y para continuar con las investigaciones. La cadena de cines UVK anunció el cierre temporal de sus salas en todo el Perú por motivos de luto a las víctimas.
Si bien se creyó inicialmente que la causa fue un cortocircuito, la Policía Nacional del Perú indicó que fue provocado por un "agente externo". Se creó mucha controversia sobre el origen, pues la incineración se produjo frente al JW Marriott Hotel Lima, lugar donde se hospedaría el presidente estadounidense Barack Obama durante la reunión de APEC en Lima, además de producirse poco antes de dicho evento. La policía descartó que haya sido un atentado.
Por el suceso, Larcomar decidió revocar el contrato de arrendamiento a UVK Multicines, por lo cual la cadena se retiró del centro comercial.
El 21 de diciembre de 2016, tras un mes de la tragedia, Larcomar reabrió sus puertas para todo el público en general ya teniendo mejores medidas de seguridad. Sin embargo, el acceso al sótano de Larcomar quedó clausurado durante unos meses hasta terminar la reparación de los daños.

### Incendio en la galería "Las Malvinas"

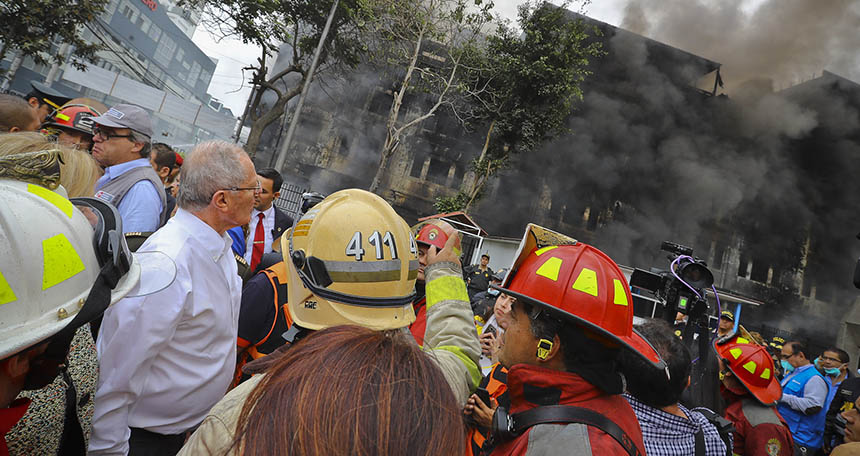
El Presidente PPK en el Incendio de las Malvinas

El incendio de Las Malvinas fue un incendio generado en la zona comercial de Las Malvinas en el centro de Lima, capital del Perú, iniciado el 22 de junio de 2017 y extinguido por completo el 27 de junio del mismo año, hasta ahora es considerado uno de los mayores incendios no forestales ocurridos en la época contemporánea de Lima junto al incendio de Mesa Redonda en 2001.
Es el octavo incendio registrado en 2017 en la capital y el más grave. Las pérdidas se estiman en 2 millones de dólares. A causa del siniestro se registraron 2 fallecidos y 89 heridos.
Las personas que habitaban y trabajaban en los locales de la zona cercana al siniestro fueron evacuadas. El policlínico Ramón Castilla fue cerrado. El local en donde las empresas afectadas compartían espacio fue cerrado por orden de la Municipalidad Metropolitana de Lima.
El humo fue visto desde distritos alejados al Centro Comercial como San Martín de Porres, Los Olivos, Comas, San Isidro, Jesús María o Carmen de la Legua Reynoso. Además varias instituciones educativas cerraron sus clases. Las personas que estaban a 10 cuadras a la redonda, tuvieron que evacuar a un lugar más alejado. Un día después de haber comenzado el incendio, todos los ambientes todos los ambientes olían a plástico quemado y este era tóxico .

## Relaciones internacionales

### APEC 2016

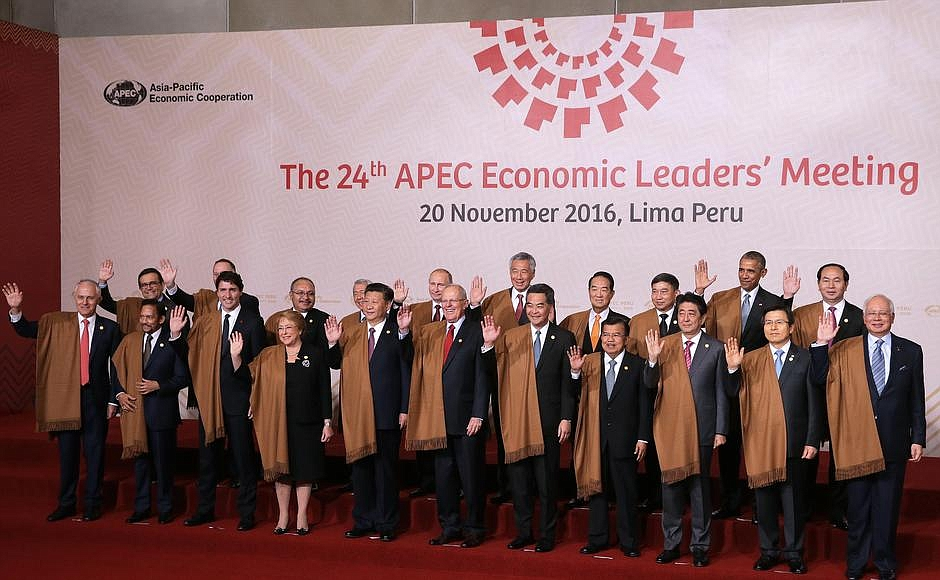
Fotografía de los líderes APEC 2016.

De 19 a 20 de noviembre de 2016, la capital del Perú fue sede de la 28.º reunión anual del Foro de Cooperación Económica Asia-Pacífico (APEC, por sus siglas en inglés), y la 24.º de sus líderes. Por segunda vez, Lima asumía tal responsabilidad, pues ya lo había hecho en el 2008. Se trata de una cumbre de los presidentes y gobernantes de los veintiún países miembros de dicho foro económico, entre ellos Barack Obama (Estados Unidos), Vladímir Putin (Rusia) y Xi Jinping (China); y tres presidentes de países latinoamericanos: Michelle Bachelet (Chile), Enrique Peña Nieto (México), además del presidente del país anfitrión, Pedro Pablo Kuczynski. Como invitados asistieron el presidente de Colombia Juan Manuel Santos; Mark Zuckerberg (fundador de Facebook); y Christine Lagarde (directora gerente del FMI); entre otros.

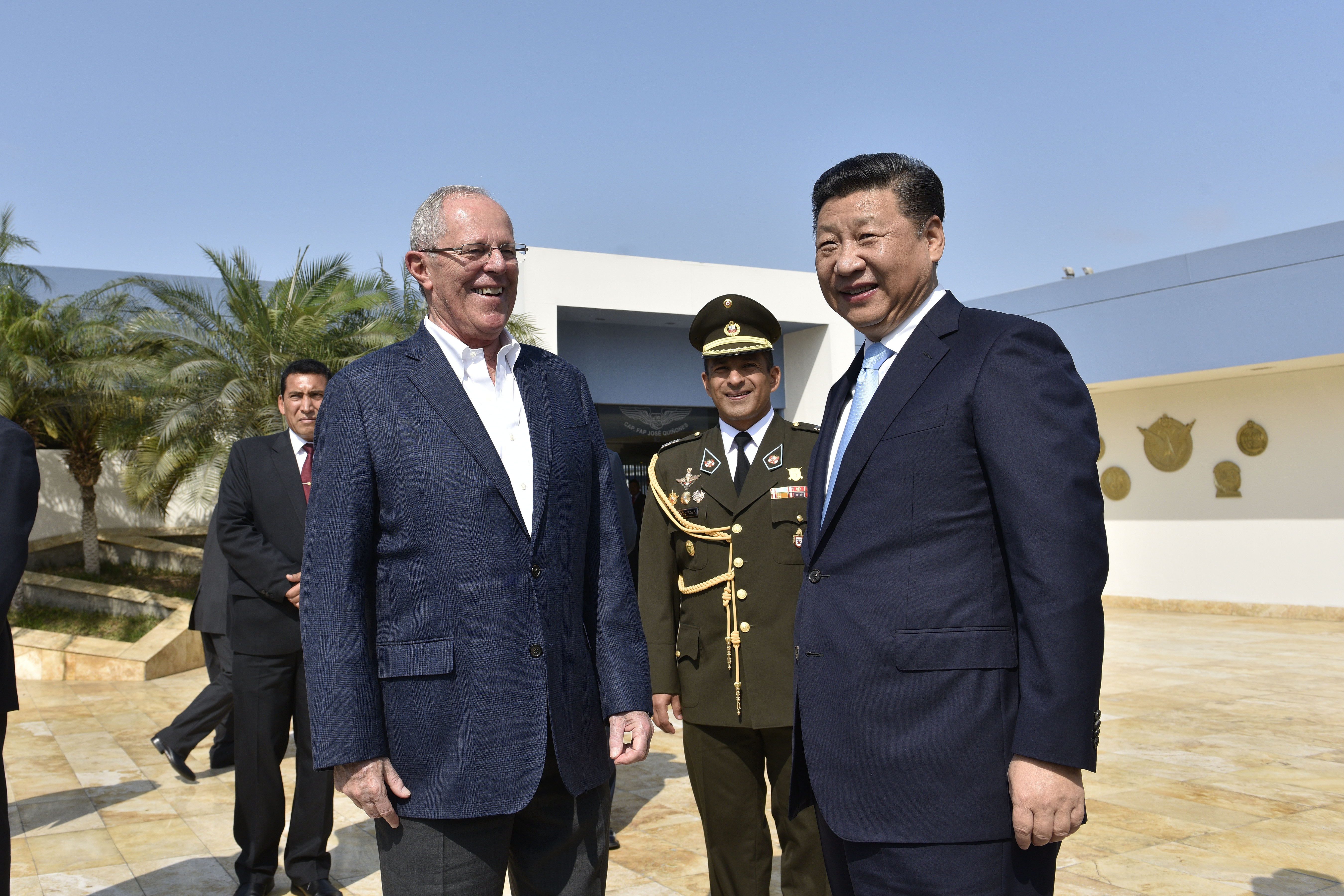
Kuczynski despide a su homólogo Xi Jinping tras culminar su visita en Lima.

Los acuerdos tomados por los miembros de APEC, contenidos en la Declaración de Lima, giraban sobre 4 pilares: comercio exterior; los trabajadores y la pequeña empresa; la conectividad; y el cambio climático y la seguridad alimentaria. Las más importantes iniciativas se orientaron para contrarrestar las tendencias contra el comercio exterior surgidas en algunos países importantes, como el caso de la amenaza electoral de Donald Trump en Estados Unidos.

### Visitas oficiales del presidente Kuczynski al exterior
La primera visita oficial de Kuczynski al exterior fue a China, en septiembre de 2016, donde se reunió con el presidente Xi Jinping, así como con autoridades del sector político, empresarial y comercial de dicho país. PPK calificó esta visita como un éxito. Luego se dirigió a Nueva York, donde participó en el 71 Periodo de Sesiones de la Asamblea General de las Naciones Unidas.

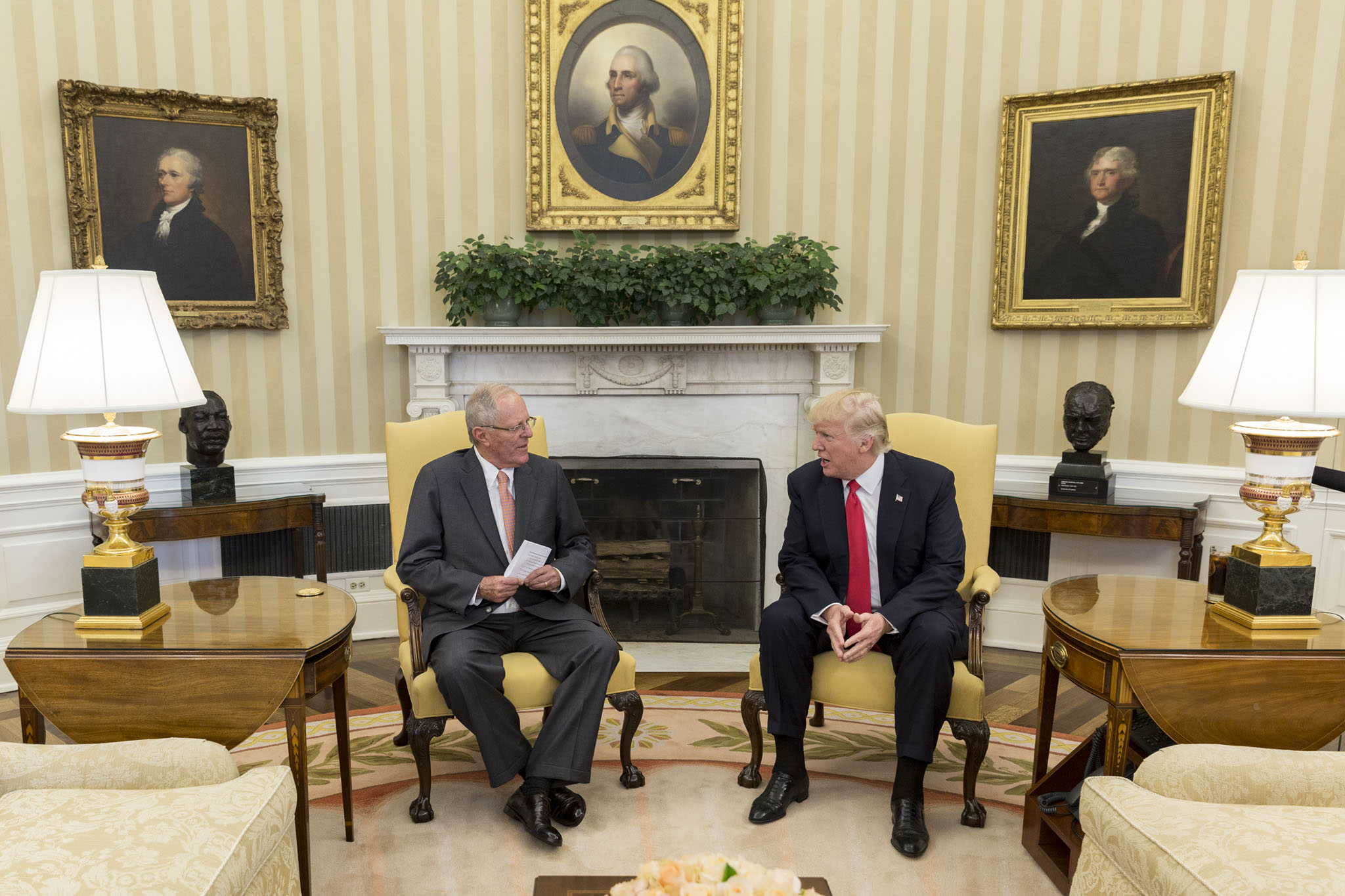
Kuczynski junto al presidente Donald Trump en 2017.

En noviembre de 2016 Kuczynski viajó a Chile, donde se reunió con la presidenta de ese país, Michelle Bachelet. Los acuerdos bilaterales que se tomaron fueron la mejora de la infraestructura, el ferrocarril de Tacna a Arica y la interconexión eléctrica para ambas ciudades. También se acordó el inicio de los Gabinetes Binacionales.
El 24 de febrero de 2017, PPK se convirtió en el primer mandatario latinoamericano en visitar al presidente de los Estados Unidos Donald Trump en la Casa Blanca. La reunión duró unos 40 minutos. En un posterior diálogo con los periodistas, Kuczynski dijo que había hablado sobre «temas de interés común, como el comercio, la migración, los problemas en América Latina y la posibilidad de una muy buena relación con Estados Unidos». Trascendió también que se habló sobre la situación de Venezuela.
Del 6 a 14 de junio de 2017, PPK realizó una visita oficial a Francia y España, junto a los ministros de Relaciones Exteriores, Ricardo Luna; y de Economía y Finanzas, Alfredo Thorne. En Francia realizó un encuentro con el presidente Emmanuel Macron, en el Palacio del Elíseo, convirtiéndose en el primer presidente latinoamericano en ser recibido por el mandatario francés, que recientemente había asumido el gobierno. En España se entrevistó con el jefe del Gobierno de ese país, Mariano Rajoy.
El 15 de septiembre de 2017, por motivo de la crisis del gabinete ministerial, PPK suspendió un viaje programado a Nueva York, donde debía asistir a la Asamblea General de las Naciones Unidas. El 22 de septiembre, viajó a la Ciudad del Vaticano para entrevistarse con el papa Francisco y agradecerle por la visita oficial que haría al Perú en enero de 2018.

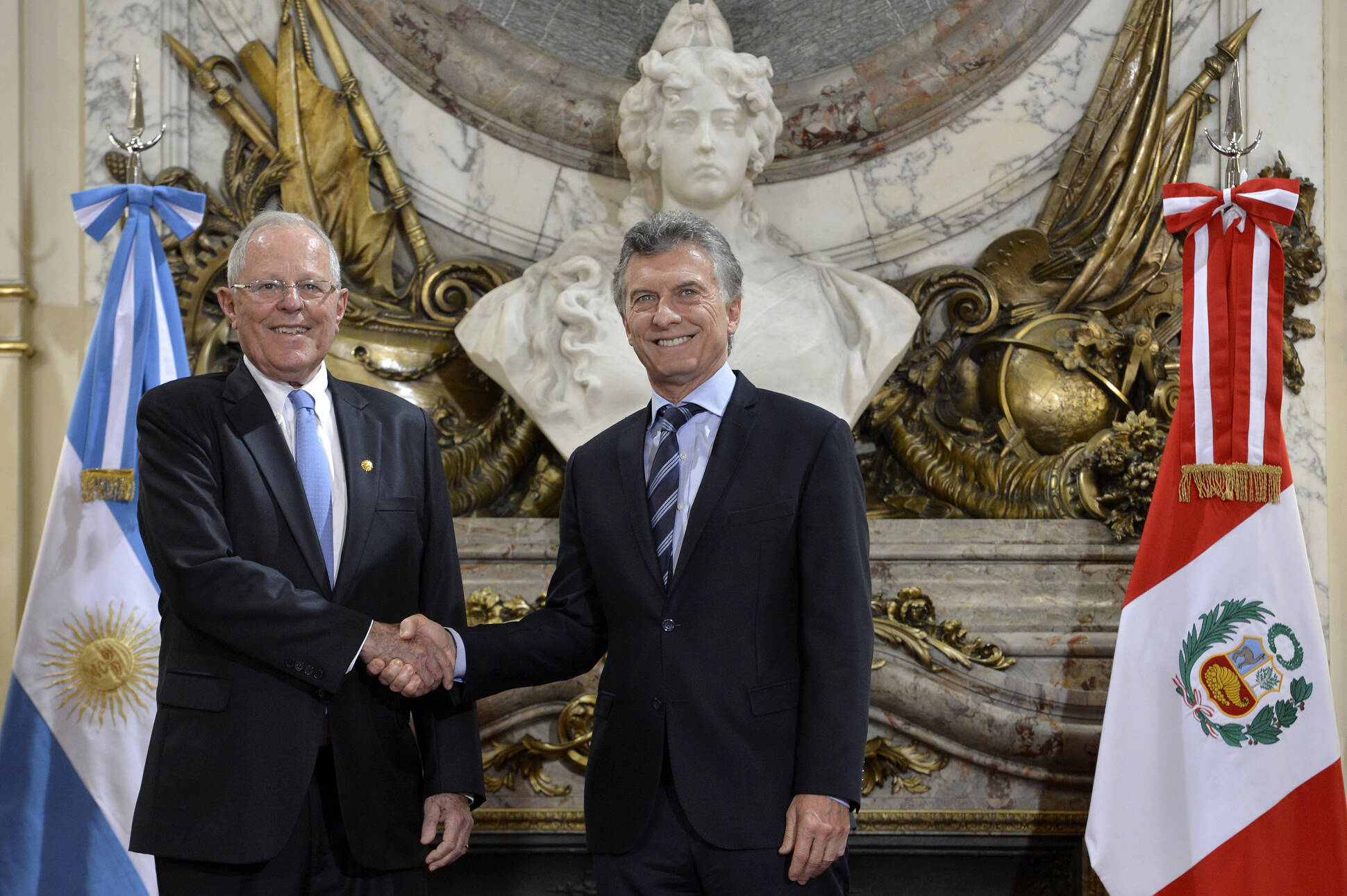
Kuczynski y Mauricio Macri en la Casa Rosada.

El 3 de noviembre de 2017, Kuczynski realizó un viaje a Argentina, para reunirse con el presidente Mauricio Macri y firmar diversos acuerdos bilaterales. Y el día 9 de noviembre llegó a la ciudad de Da Nang, en Vietnam, para asitir a la 25.º Cumbre de Líderes del Foro de Cooperación Económica Asia-Pacífico (APEC). El viaje incluyó la firma de un tratado de libre comercio entre Perú y Australia.
El 10 de marzo de 2018, PPK viajó a Chile para asistir a la toma de mando del presidente Sebastián Piñera. Se reunió también con presidentes de otros países y con la saliente presidenta de Chile, Michelle Bachelet.

### Gabinetes binacionales

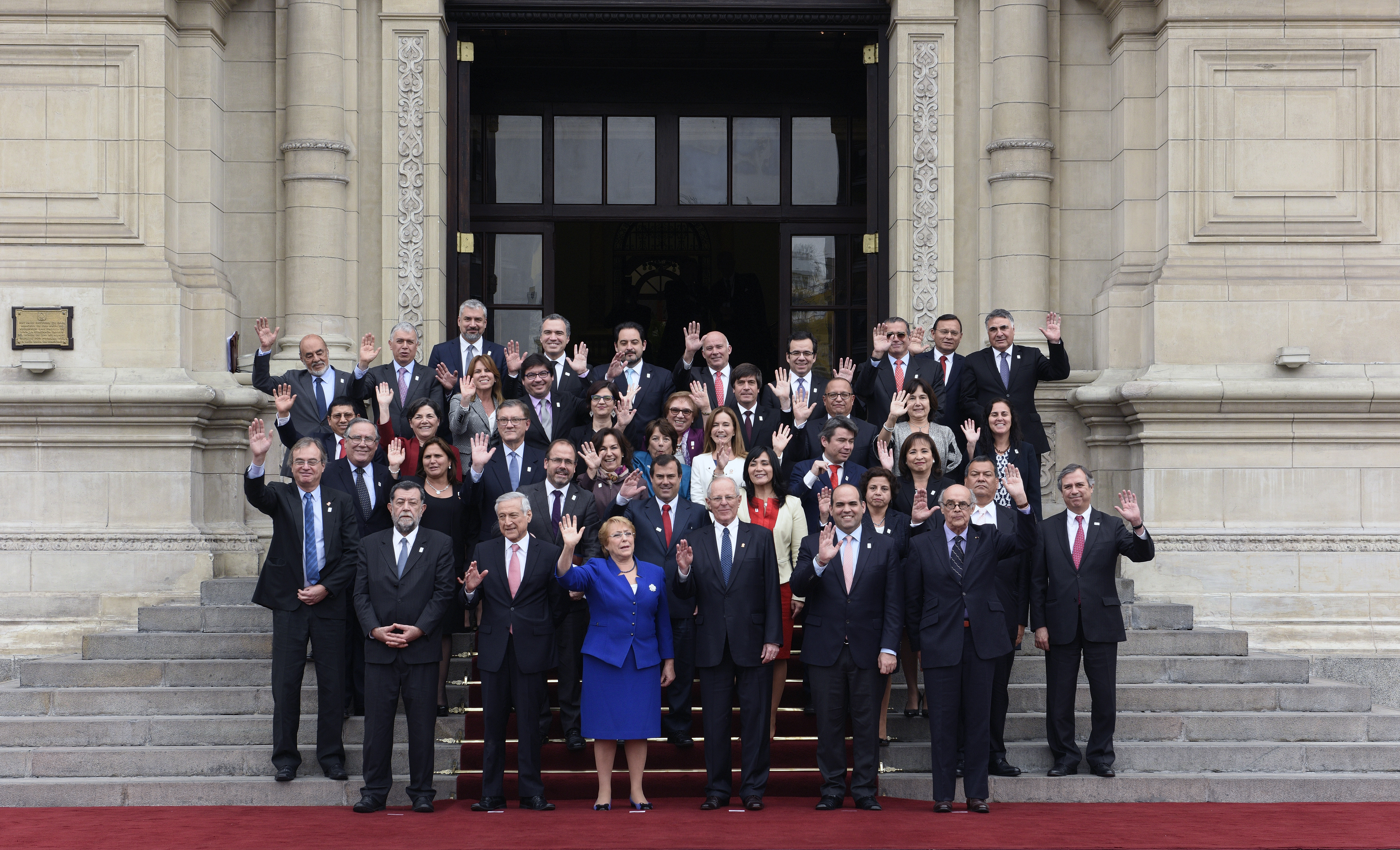
Fotografía oficial del Encuentro Presidencial y I Gabinete Binacional Perú-Chile.

En octubre de 2016 se realizó en Macas el X Gabinete Binacional Perú-Ecuador, un encuentro de los ministros de Estados y los presidentes de ambas naciones, donde se pactaron importantes acuerdos.
En noviembre de 2016 se realizó en Sucre el II Gabinete Binacional Perú-Bolivia, ocasión en la que se reunieron los presidentes Kuczynski y Evo Morales para suscribir la Declaración de Sucre, en la que destacaron la importancia de los gabinetes ministeriales para contribuir al fortalecimiento y profundización de las relaciones de ambos países.
El 27 de enero del 2017 se realizó en Paracas el III Gabinete Binacional Perú-Colombia, que contó con la presencia del presidente PPK, que se reunió con su par colombiano Juan Manuel Santos.
En julio de 2017 se celebró en Lima el I Gabinete Binacional Perú-Chile, lo que ha sido considerado como un suceso histórico, pues inauguraba una etapa distinta en las relaciones bilaterales de los dos países. Se suscribieron varios convenios entre los ministerios e instituciones de las dos naciones, y como culminación, los presidentes Kuczynski y Michelle Bachelet firmaron la Declaración de Lima.
En septiembre de 2017 se realizó en la ciudad de Lima el III Gabinete Binacional Perú-Bolivia, que culminó con la Declaración de Lima firmado por los presidentes PPK y Evo Morales.
En octubre de 2017 se realizó en la ciudad de Trujillo el XI Gabinete Binacional Perú-Ecuador, que contó con la presencia del presidente ecuatoriano Lenín Moreno, que suscribió con PPK la Declaración de Trujillo.
A fines de febrero de 2018 se realizó en Cartagena de Indias el IV Gabinete Binacional Perú-Colombia, que contó con la presencia del presidente PPK, que se reunió con su par colombiano Juan Manuel Santos.

### Solidaridad con los Venezolanos

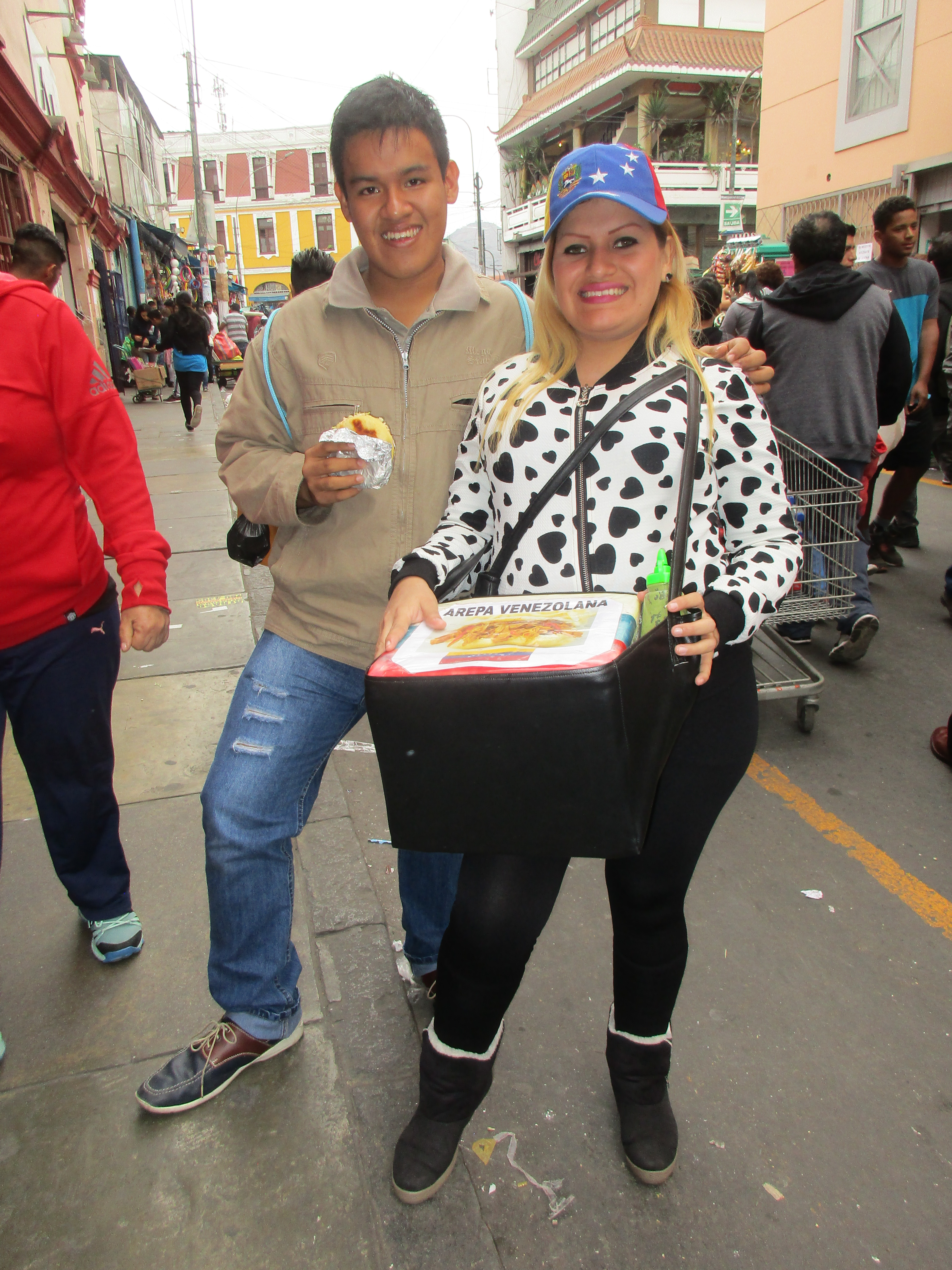
El Perú fue uno de los países con más refugiados venezolanos. En la foto un ciudadano peruano con una refugiada venezolana que huyó de su país a causa de la actual crisis.

El gobierno peruano asumió un papel muy activo con respecto a la crisis venezolana. En marzo de 2017 se produjeron algunos roces diplomáticos con Venezuela, a raíz de algunos comentarios que hizo Kuczynski sobre la situación de dicho país, durante su visita a los Estados Unidos. Ante los ataques verbales del presidente venezolano Nicolás Maduro y su canciller Delcy Rodríguez contra Kuczynski, el gobierno peruano llamó en consulta a su embajador en Caracas, Mario López Chávarry.
En el mensaje a la Nación de 28 de julio de 2017, Kuczynski mencionó la situación de Venezuela, refiriéndose a la «descomposición de la institucionalidad democrática» y a la «crisis humanitaria» que vive dicho país, para terminar diciendo que su objetivo era «contribuir a fortalecer la democracia en toda la región».
El 30 de julio de 2017, el gobierno peruano anunció que no reconocería los resultados de la «ilegítima elección de la Asamblea Nacional Constituyente» en Venezuela y, acto seguido, convocó a una reunión de cancilleres de los países de América Latina para evaluar la situación en dicho país. Ella se realizó el 8 de agosto de 2017, en el Palacio de Torre Tagle, en Lima, y contó con la participación de 17 países. Se suscribió un manifiesto de 16 puntos, llamado la Declaración de Lima, en la que se condena la ruptura del orden democrático en Venezuela y se desconoce a la Asamblea Nacional Constituyente.
El gobierno venezolano envió una nota de protesta al Perú, pero esta fue declarada por la Cancillería del Perú como no recibida, por contener «términos inaceptables». Acto seguido, el Gobierno de Perú decidió expulsar al embajador de Venezuela, Diego Molero Bellavia. En respuesta, el gobierno venezolano ordenó la expulsión del encargado de Negocios del Perú (pues ya desde el mes de marzo el Perú había retirado a su embajador).
El 16 de febrero de 2018 la Cancillería peruana informó que retiraba la invitación al presidente de Venezuela Nicolás Maduro a la VIII Cumbre de las Américas, programada para realizarse en Lima los días 13 y 14 de abril. Se sustentó en lo establecido en la Declaración de Quebec de 2001, que a la letra dice: «cualquier alteración o ruptura inconstitucional de orden democrático en un Estado del Hemisferio constituye un obstáculo insuperable para la participación del Gobierno de dicho Estado en el proceso de Cumbres de las Américas».

### Visita del Papa Francisco
Entre el 18 y el 21 de enero de 2018, el papa Francisco hizo un viaje apostólico a Perú, que incluyó las ciudades de Lima, Puerto Maldonado y Trujillo. Eligió Puerto Maldonado (Madre de Dios), en la selva peruana, por ser el centro de una región afectada por la deforestación y la trata de personas; y Trujillo por ser la ciudad más afectada por el embate del Niño Costero. En todos esos lugares recibió muestras del fervor y el cariño de la gente.
En Puerto Maldonado tuvo un encuentro con los representantes de los pueblos amazónicos y en sus discursos abordó temas como la minería ilegal, la trata de personas y la violencia contra las mujeres. En Trujillo realizó una misa en el balneario de Huanchaco y recorrió las calles del barrio de Buenos Aires afectados por el Niño Costero. Como acto final el papa ofreció una misa en la Base Aérea Las Palmas (Lima), que según cálculos del Arzobispado de Lima congregó a un millón y medio de personas.

## Controversias

### La investigación al Presidente Kuczynski
El presidente Kuczynski también fue incluido en la investigación del Caso Lava Jato, por haber sido primer ministro bajo el gobierno de Toledo (cuando se dio la adjudicación de la carretera interoceánica a la empresa Odebrecht) y por el presunto financiamiento que recibió de parte de la misma empresa en su campaña a la presidencia de 2011 y de 2016. Al respecto, PPK envió en octubre de 2017 un oficio a la comisión Lava Jato del Congreso en el cual explicaba los asuntos en las que podría ser consultado, y que respondería por escrito.
La negativa de Kuczynski de recibir en persona a la Comisión (hasta por seis veces), se debía a que, según su versión, cuando en febrero de 2017 recibió a la Comisión de Fiscalización (presidida por Héctor Becerril), había recibido una serie de insultos. Sin embargo, la bancada fujimorista exigió que las explicaciones los diera en persona e incluso impulsó un proyecto de ley para que un presidente de la República esté obligado a comparecer ante las comisiones del Congreso, lo cual, según los expertos constitucionalistas, no tiene sustento en la Constitución.
En noviembre de 2017, trascendió que Marcelo Odebrecht habría revelado unas asesorías que Kuczynski brindó a su empresa. Aunque Kuczynski negó tajantemente haber tenido un vínculo laboral con la empresa Odebrecht, desde el Congreso se le volvió a exigir que recibiera en persona a la Comisión Lava Jato.
En diciembre de 2017, la presidenta de la Comisión Lava Jato, Rosa Bartra, insistió en que Kuczynski respondiera en persona ante dicha comisión, dándole como una especie de ultimátum. Ante la reiterada respuesta de Kuczynski de que solo respondería por escrito, Bartra hizo la revelación de los pagos que la empresa Odebrecht había hecho entre 2005 y 2006 a las empresas de consultoría Westfield Capital y First Capital, vinculadas al presidente PPK, en ese entonces ministro de Estado. Cabe destacar sin embargo, que ninguno de esos pagos eran coimas, sino que eran todos legales; lo que se cuestionaba era el hecho de Kuczynski los recibiera a través de su empresa unipersonal (Westfield Capital) siendo ministro de Estado, algo prohibido constitucionalmente. Apremiado por las revelaciones, PPK aceptó haber recibido un pago de consultoría por el proyecto H2 Olmos, de la misma empresa brasileña. Ello no hizo sino más que aumentar la tensión política por sus supuestas contradicciones.
Sobrevino así una crisis por la vacancia presidencial que PPK pudo superar, en un primer momento, en diciembre de 2017. Luego, al presentarse un segundo pedido de vacancia, en marzo de 2018, debió renunciar a la presidencia poco antes de realizarse la votación en el Congreso, debido al escándalo de los kenjivideo (ver más detalles en sección de Aspecto político).
Días antes de su renuncia a la presidencia, Kuczynski recibió por fin a la Comisión Lava Jato, el 16 de marzo de 2018, donde respondió a un interrogatorio de siete horas. Además del asunto de las relaciones contractuales entre sus empresas de consultoría con las empresas del grupo Odebrecht, se le interrogó por el asunto del financiamiento de su campaña electoral de 2011, cuando postuló por la agrupación Alianza por el Gran Cambio.
No bien renunció Kuczynski a la presidencia, cuando fue impedido de salir del país y se ordenó el allanamiento de sus dos viviendas (una en San Isidro, y la otra en Cieneguilla).

## Sondeos de opinión

### Aprobación presidencial
| Encuestadora/Medio     | Fecha             | Muestra | Pedro Pablo Kuczynski (Presidente de la República) | Pedro Pablo Kuczynski (Presidente de la República) | Pedro Pablo Kuczynski (Presidente de la República) | Pedro Pablo Kuczynski (Presidente de la República) |    |    |   |     |
| Encuestadora/Medio     | Fecha             | Muestra | Aprob.                                             | Desap.                                             | NS/NO                                              | Dif.                                               |    |    |   |     |
| ---------------------- | ----------------- | ------- | -------------------------------------------------- | -------------------------------------------------- | -------------------------------------------------- | -------------------------------------------------- | -- | -- | - | --- |
| Encuestadora/Medio     | Fecha             | Muestra | GfK/La República                                   | 17–20 mar 2018                                     | 1164                                               | Dif.                                               | 15 | 81 | 4 | –66 |
| Ipsos Perú/El Comercio | 7–9 mar 2018      | 1264    | 19                                                 | 76                                                 | 5                                                  | –57                                                |    |    |   |     |
| Datum/Perú 21/Gestión  | 1–5 mar 2018      | 1200    | 17                                                 | 79                                                 | 4                                                  | –62                                                |    |    |   |     |
| GfK/La República       | 17–20 feb 2018    | 1180    | 15                                                 | 82                                                 | 3                                                  | –67                                                |    |    |   |     |
| Ipsos Perú/El Comercio | 7–9 feb 2018      | 1263    | 19                                                 | 75                                                 | 6                                                  | –56                                                |    |    |   |     |
| CPI/Exitosa            | 4–9 feb 2018      | 1500    | 14.8                                               | 81.3                                               | 3.9                                                | –66.5                                              |    |    |   |     |
| Datum/Perú 21/Gestión  | 26–30 ene 2018    | 1200    | 22                                                 | 72                                                 | 6                                                  | –50                                                |    |    |   |     |
| GfK/La República       | 22–24 ene 2018    | 1293    | 19                                                 | 79                                                 | 2                                                  | –60                                                |    |    |   |     |
| Ipsos Perú/El Comercio | 10–12 ene 2018    | 1271    | 23                                                 | 70                                                 | 7                                                  | –53                                                |    |    |   |     |
| Datum/Perú 21/Gestión  | 5–9 ene 2018      | 1200    | 20                                                 | 75                                                 | 5                                                  | –55                                                |    |    |   |     |
| Ipsos Perú/El Comercio | 27–28 dic 2017    | 1294    | 25                                                 | 68                                                 | 7                                                  | –43                                                |    |    |   |     |
| Ipsos Perú/El Comercio | 13–15 dic 2017    | 1287    | 18                                                 | 75                                                 | 7                                                  | –57                                                |    |    |   |     |
| GfK/La República       | 9–12 dic 2017     | 1241    | 22                                                 | 72                                                 | 6                                                  | –50                                                |    |    |   |     |
| Datum/Perú 21/Gestión  | 1–5 dic 2017      | 1203    | 27                                                 | 67                                                 | 6                                                  | –40                                                |    |    |   |     |
| CPI/Exitosa            | 22–27 nov 2017    | 1450    | 23.2                                               | 74.9                                               | 1.9                                                | –51.7                                              |    |    |   |     |
| GfK/La República       | 18–21 nov 2017    | 1241    | 26                                                 | 69                                                 | 5                                                  | –43                                                |    |    |   |     |
| Ipsos Perú/El Comercio | 8–10 nov 2017     | 1254    | 27                                                 | 65                                                 | 8                                                  | –38                                                |    |    |   |     |
| Datum/Perú 21/Gestión  | 27–31 oct 2017    | 1204    | 26                                                 | 68                                                 | 6                                                  | –42                                                |    |    |   |     |
| GfK/La República       | 21–24 oct 2017    | 1202    | 25                                                 | 71                                                 | 4                                                  | –46                                                |    |    |   |     |
| CPI/Exitosa            | 12–16 oct 2017    | 1450    | 29.1                                               | 66.7                                               | 4.2                                                | –37.6                                              |    |    |   |     |
| Ipsos Perú/El Comercio | 12–13 oct 2017    | 1288    | 30                                                 | 62                                                 | 8                                                  | –32                                                |    |    |   |     |
| Datum/Perú 21/Gestión  | 29 sep–3 oct 2017 | 1207    | 31                                                 | 64                                                 | 5                                                  | –33                                                |    |    |   |     |
| GfK/La República       | 16–19 sep 2017    | 1237    | 22                                                 | 75                                                 | 3                                                  | –53                                                |    |    |   |     |
| Ipsos Perú/El Comercio | 14–15 sep 2017    | 1276    | 22                                                 | 72                                                 | 6                                                  | –50                                                |    |    |   |     |
| Datum/Perú 21/Gestión  | 1–5 sep 2017      | 1204    | 22                                                 | 75                                                 | 3                                                  | –53                                                |    |    |   |     |
| GfK/La República       | 19–22 ago 2017    | 1228    | 19                                                 | 77                                                 | 4                                                  | –58                                                |    |    |   |     |
| Ipsos Perú/El Comercio | 9–11 ago 2017     | 1298    | 29                                                 | 64                                                 | 7                                                  | –35                                                |    |    |   |     |
| Datum/Perú 21/Gestión  | 4–8 ago 2017      | 1205    | 34                                                 | 62                                                 | 4                                                  | –28                                                |    |    |   |     |
| CPI/RPP                | 1–5 ago 2017      | 1450    | 26.3                                               | 69.5                                               | 4.2                                                | –43.2                                              |    |    |   |     |
| GfK/La República       | 15–19 jul 2017    | 1228    | 32                                                 | 58                                                 | 10                                                 | –26                                                |    |    |   |     |
| Ipsos Perú/El Comercio | 12–14 jul 2017    | 1280    | 34                                                 | 58                                                 | 8                                                  | –24                                                |    |    |   |     |
| Datum/Perú 21/Gestión  | 29 jun–4 jul 2017 | 1203    | 38                                                 | 56                                                 | 6                                                  | –18                                                |    |    |   |     |
| GfK/La República       | 17–20 jun 2017    | 1220    | 38                                                 | 54                                                 | 8                                                  | –16                                                |    |    |   |     |
| Ipsos Perú/El Comercio | 7–8 jun 2017      | 1290    | 39                                                 | 51                                                 | 10                                                 | –12                                                |    |    |   |     |
| Datum/Perú 21/Gestión  | 26–29 may 2017    | 1202    | 45                                                 | 50                                                 | 5                                                  | –5                                                 |    |    |   |     |
| CPI/RPP                | 23–28 may 2017    | 1890    | 35.2                                               | 51.7                                               | 13.1                                               | –16.5                                              |    |    |   |     |
| GfK/La República       | 20–23 may 2017    | 1220    | 36                                                 | 54                                                 | 10                                                 | –18                                                |    |    |   |     |
| Ipsos Perú/El Comercio | 10–12 may 2017    | 1305    | 43                                                 | 48                                                 | 9                                                  | –5                                                 |    |    |   |     |
| Datum/Perú 21/Gestión  | 28 abr–2 may 2017 | 1201    | 43                                                 | 44                                                 | 13                                                 | –1                                                 |    |    |   |     |
| GfK/La República       | 22–25 abr 2017    | 1235    | 42                                                 | 47                                                 | 11                                                 | –5                                                 |    |    |   |     |
| CPI/RPP                | 9–12 abr 2017     | 1350    | 42.5                                               | 51.4                                               | 6.1                                                | –8.9                                               |    |    |   |     |
| Ipsos Perú/El Comercio | 11 abr 2017       | 1267    | 43                                                 | 48                                                 | 9                                                  | –5                                                 |    |    |   |     |
| Datum/Perú 21/Gestión  | 31 mar–4 abr 2017 | 1201    | 45                                                 | 49                                                 | 6                                                  | –4                                                 |    |    |   |     |
| GfK/La República       | 18–22 mar 2017    | 1238    | 31                                                 | 60                                                 | 9                                                  | –29                                                |    |    |   |     |
| Ipsos Perú/El Comercio | 14–16 mar 2017    | 1250    | 32                                                 | 58                                                 | 10                                                 | –26                                                |    |    |   |     |
| Datum/Perú 21/Gestión  | 24–28 feb 2017    | 1203    | 35                                                 | 57                                                 | 8                                                  | –22                                                |    |    |   |     |
| GfK/La República       | 18–22 feb 2017    | 1246    | 29                                                 | 58                                                 | 13                                                 | –29                                                |    |    |   |     |
| Ipsos Perú/El Comercio | 8–10 feb 2017     | 1291    | 38                                                 | 51                                                 | 11                                                 | –13                                                |    |    |   |     |
| Datum/Perú 21/Gestión  | 27–31 ene 2017    | 1202    | 41                                                 | 53                                                 | 6                                                  | –12                                                |    |    |   |     |
| CPI/RPP                | 25–28 ene 2017    | 1350    | 37.2                                               | 58.3                                               | 4.5                                                | –21.1                                              |    |    |   |     |
| GfK/La República       | 21–24 ene 2017    | 1217    | 35                                                 | 52                                                 | 13                                                 | –17                                                |    |    |   |     |
| Ipsos Perú/El Comercio | 11–13 ene 2017    | 1260    | 43                                                 | 45                                                 | 12                                                 | –2                                                 |    |    |   |     |
| Datum/Perú 21/Gestión  | 6–10 ene 2017     | 1202    | 45                                                 | 48                                                 | 7                                                  | –3                                                 |    |    |   |     |
| GfK/La República       | 10–13 dic 2016    | 1248    | 46                                                 | 44                                                 | 10                                                 | +2                                                 |    |    |   |     |
| Ipsos Perú/El Comercio | 7–9 dic 2016      | 1283    | 48                                                 | 36                                                 | 16                                                 | +12                                                |    |    |   |     |
| CPI/Correo             | 4–9 dic 2016      | 1450    | 46.2                                               | 46.3                                               | 7.5                                                | –0.1                                               |    |    |   |     |
| Datum/Perú 21/Gestión  | 25–29 nov 2016    | 1201    | 53                                                 | 38                                                 | 9                                                  | +15                                                |    |    |   |     |
| GfK/La República       | 19–23 nov 2016    | 1244    | 51                                                 | 37                                                 | 12                                                 | +14                                                |    |    |   |     |
| Ipsos Perú/El Comercio | 9–11 nov 2016     | 1260    | 51                                                 | 36                                                 | 13                                                 | +15                                                |    |    |   |     |
| CPI/Correo             | 30 oct–2 nov 2016 | 1450    | 52.8                                               | 38.3                                               | 8.9                                                | +14.5                                              |    |    |   |     |
| Datum/Perú 21/Gestión  | 28–31 oct 2016    | 1203    | 59                                                 | 31                                                 | 10                                                 | +28                                                |    |    |   |     |
| GfK/La República       | 22–25 oct 2016    | 1256    | 52                                                 | 32                                                 | 16                                                 | +20                                                |    |    |   |     |
| Ipsos Perú/El Comercio | 12–14 oct 2016    | 1289    | 55                                                 | 27                                                 | 18                                                 | +28                                                |    |    |   |     |
| Datum/Perú 21/Gestión  | 30 sep–4 oct 2016 | 1203    | 62                                                 | 24                                                 | 14                                                 | +38                                                |    |    |   |     |
| GfK/La República       | 17–19 sep 2016    | 1249    | 62                                                 | 17                                                 | 21                                                 | +45                                                |    |    |   |     |
| Ipsos Perú/El Comercio | 14–16 sep 2016    | 1245    | 63                                                 | 17                                                 | 20                                                 | +46                                                |    |    |   |     |
| Datum/Perú 21/Gestión  | 2–6 sep 2016      | 1204    | 65                                                 | 17                                                 | 18                                                 | +48                                                |    |    |   |     |
| GfK/La República       | 20–24 ago 2016    | 1231    | 60                                                 | 14                                                 | 26                                                 | +54                                                |    |    |   |     |
| Ipsos Perú/El Comercio | 10–12 ago 2016    | 1245    | 61                                                 | 16                                                 | 23                                                 | +45                                                |    |    |   |     |
| Datum/Perú 21/Gestión  | 5–10 ago 2016     | 1201    | 61                                                 | 14                                                 | 25                                                 | +47                                                |    |    |   |     |
| CPI/Correo             | 30 jul–3 ago 2016 | 1450    | 70.4                                               | 18.6                                               | 11.0                                               | +51.8                                              |    |    |   |     |
| GfK/La República       | 16–19 jul 2016    | 1219    | 50                                                 | 30                                                 | 20                                                 | +20                                                |    |    |   |     |
| Ipsos Perú/El Comercio | 13–15 jul 2016    | 1196    | 56                                                 | 18                                                 | 26                                                 | +38                                                |    |    |   |     |
| Datum/Perú 21/Gestión  | 8–12 jul 2016     | 1201    | 59                                                 | 24                                                 | 17                                                 | +35                                                |    |    |   |     |

## Poderes del Estado

### Legislativo
Ejercieron el cargo de Presidente del Congreso de la República del Perú:
| Presidente del Congreso | Periodo                                   |
| ----------------------- | ----------------------------------------- |
| Luz Salgado             | 26 de julio de 2016 - 26 de julio de 2017 |
| Luis Galarreta          | 26 de julio de 2017 - 26 de julio de 2018 |

### Judicial
Ejercieron el cargo de Presidente de la Corte Suprema del Perú:
| Presidente de la Corte Suprema | Periodo                                      |
| ------------------------------ | -------------------------------------------- |
| Víctor Ticona Postigo          | 5 de enero de 2015 - 16 de noviembre de 2016 |
| Ramiro de Valdivia Cano        | 16 de noviembre de 2016 - 2 de enero de 2017 |
| Duberlí Rodríguez Tineo        | 2 de enero de 2017 - 19 de julio de 2018     |

### Ejecutivo

#### Vicepresidentes
| Vicepresidencia         | Nombre                   |
| ----------------------- | ------------------------ |
| Primera Vicepresidencia | Martín Vizcarra Cornejo  |
| Segunda Vicepresidencia | Mercedes Aráoz Fernández |

#### Ministros
| Predecesor: Gobierno de Ollanta Humala | Gobierno del Perú 28 de julio de 2016 - 23 de marzo de 2018 | Sucesor: Gobierno de Martín Vizcarra |